# Goede tijden, slechte tijden
Goede tijden, slechte tijden, ook bekend als GTST, is een Nederlandse soapserie die sinds 1 oktober 1990 wordt uitgezonden door de commerciële televisiezender RTL 4. De serie draait om de inwoners van de fictieve plaats Meerdijk. 
Het script van de eerste twee seizoenen is gebaseerd op de Australische soapreeks The Restless Years (1977-1981). Vanaf het derde seizoen is deze formule losgelaten en sindsdien zijn de verhaallijnen van GTST volledig uitgewerkt door Nederlandse auteurs.

## Seizoensoverzicht
| Nr. | Uitzendingen                    | Afleveringen | Aantal | Op dvd                       | Op Videoland   |
| --- | ------------------------------- | ------------ | ------ | ---------------------------- | -------------- |
| 1   | 1 oktober 1990 - 28 juni 1991   | 1 - 195      | 195    | 28 september 2006            | ✓              |
| 1   | 1 oktober 1990 - 28 juni 1991   | 1 - 195      | 195    | Heruitgave 20 september 2011 | ✓              |
| 2   | 16 september 1991 - 29 mei 1992 | 196 - 380    | 185    | 14 september 2010            | ✓              |
| 2   | 16 september 1991 - 29 mei 1992 | 196 - 380    | 185    | Heruitgave 20 september 2011 | ✓              |
| 3   | 21 september 1992 - 28 mei 1993 | 381 - 560    | 180    | 7 december 2010              | ✓              |
| 4   | 30 augustus 1993 - 20 mei 1994  | 561 - 750    | 190    | 20 september 2011            | ✓              |
| 5   | 29 augustus 1994 - 26 mei 1995  | 751 - 945    | 195    | 15 november 2011             | ✓              |
| 6   | 28 augustus 1995 - 31 mei 1996  | 946 - 1145   | 200    | 21 augustus 2012             | ✓              |
| 7   | 26 augustus 1996 - 30 mei 1997  | 1146 - 1345  | 200    | 4 december 2012              | ✓              |
| 8   | 1 september 1997 - 29 mei 1998  | 1346 - 1540  | 195    | 23 april 2013                | ✓              |
| 9   | 31 augustus 1998 - 28 mei 1999  | 1541 - 1735  | 195    | 20 augustus 2013             | ✓              |
| 10  | 6 september 1999 - 9 juni 2000  | 1736 - 1935  | 200    | 25 maart 2014                | ✓              |
| 11  | 4 september 2000 - 1 juni 2001  | 1936 - 2130  | 195    | 17 juni 2014                 | ✓              |
| 12  | 27 augustus 2001 - 28 juni 2002 | 2131 - 2350  | 220    | 19 augustus 2014             | ✓              |
| 13  | 2 september 2002 - 27 juni 2003 | 2351 - 2565  | 215    | 21 juli 2015                 | ✓              |
| 14  | 1 september 2003 - 25 juni 2004 | 2566 - 2780  | 215    | 20 oktober 2016              | ✓              |
| 15  | 30 augustus 2004 - 24 juni 2005 | 2781 - 2995  | 215    | 14 februari 2017             | ✓              |
| 16  | 29 augustus 2005 - 23 juni 2006 | 2996 - 3210  | 215    | 15 augustus 2017             | -              |
| 17  | 28 augustus 2006 - 29 juni 2007 | 3211 - 3430  | 220    | 14 november 2017             | -              |
| 18  | 27 augustus 2007 - 20 juni 2008 | 3431 - 3645  | 215    | 30 mei 2018                  | -              |
| 19  | 25 augustus 2008 - 3 juli 2009  | 3646 - 3870  | 225    | 21 augustus 2018             | -              |
| 20  | 7 september 2009 - 2 juli 2010  | 3871 - 4085  | 215    | 16 oktober 2012              | -              |
| 21  | 6 september 2010 - 8 juli 2011  | 4086 - 4305  | 220    | 19 november 2013             | -              |
| 22  | 5 september 2011 - 6 juli 2012  | 4306 - 4525  | 220    | 13 november 2018             | -              |
| 23  | 3 september 2012 - 5 juli 2013  | 4526 - 4745  | 220    | 26 maart 2019                | -              |
| 24  | 2 september 2013 - 4 juli 2014  | 4746 - 4965  | 220    | 18 juni 2019                 | -              |
| 25  | 1 september 2014 - 3 juli 2015  | 4966 - 5185  | 220    | 22 september 2020            | -              |
| 26  | 31 augustus 2015 - 1 juli 2016  | 5186 - 5405  | 220    | 8 december 2020              | -              |
| 27  | 5 september 2016 - 7 juli 2017  | 5406 - 5625  | 220    | -                            | -              |
| 28  | 4 september 2017 - 6 juli 2018  | 5626 - 5845  | 220    | -                            | -              |
| 29  | 3 september 2018 - 5 juli 2019  | 5846 - 6065  | 220    | -                            | -              |
| 30  | 26 augustus 2019 - 28 mei 2020  | 6066 - 6255  | 190    | -                            | -              |
| 31  | 31 augustus 2020 - 8 juli 2021  | 6256 - 6435  | 180    | -                            | ✓ (enkel 2021) |
| 32  | 30 augustus 2021 - 7 juli 2022  | 6436 - 6615  | 180    | -                            | ✓              |
| 33  | 29 augustus 2022 - 1 juni 2023  | 6616 - 6775  | 160    | -                            | ✓              |
| 34  | 28 augustus 2023 - 30 mei 2024  | 6776 - 6935  | 160    | -                            | ✓              |
| 35  | 26 augustus 2024 - 3 juli 2025  | 6936 - 7115  | 180    | -                            | ✓              |
| 36  | 1 september 2025 -              | 7116 -       | -      | -                            | -              |

## Ontstaan van GTST
Het idee om in Nederland een soapserie te gaan produceren, kwam van Joop van den Ende. In de Verenigde Staten en Engeland werden al jaren met groot succes soapseries als As the world turns en Coronation Street uitgezonden. Om die reden wilde Van den Ende dit fenomeen naar Nederland halen en uiteindelijk een dagelijkse dramaserie voor RTL 4 maken. Hij benaderde in eerste instantie Willy van Hemert, de schrijver en regisseur van Dagboek van een herdershond. Van den Ende realiseerde zich echter dat een soap van ongeveer tweehonderd afleveringen van vijfentwintig minuten per aflevering niet haalbaar was voor een gepensioneerde man. Producer Gijs Versluys gaf het idee om een remake te maken van een soap die zijn succes al had bewezen. Bert van der Veer werd richting Los Angeles gestuurd en hij kwam terug met het scenario van Ryan's Hope, alleen waren de rechten hiervoor moeilijk te verkrijgen. Het zou dan ook nog tot 1994 duren voordat deze serie de basis werd voor Onderweg naar Morgen.
Van den Ende bleef zoeken en Versluys legde contact met Reg Watson, de bedenker van The Restless Years. Hij leverde een aantal videobanden bij het secretariaat van Van den Ende af. Na enige tijd wachten werd Versluys in Aalsmeer ontboden, om met nieuwe banden – de oude waren zoekgeraakt – uiteindelijk tot de conclusie te komen dat dít het was. Vervolgens werden bijna achthonderd scripts naar Nederland opgestuurd. Rogier Proper kreeg met zijn bedrijf Doctor Proctor Scripts de opdracht om alle scripts naar het Nederlands te vertalen en zo nodig te moderniseren. In de zomer van 1990, slechts enkele maanden voordat met het uitzenden van de serie moest worden begonnen, was er echter nog één probleem: de titel. Van den Ende werd niet warm van namen als Tijd van leven, Samen en De rusteloze jaren. Wanhopig vroeg Reg Watson uiteindelijk hoe Good Times, Bad Times zich in het Nederlands liet vertalen. Goede tijden, slechte tijden zou titelsuggestie 34 worden. Met deze titel in het achterhoofd schreef Bert van der Veer de gelijknamige titelsong, waarvoor Hans van Eijck de muziek componeerde.
Van den Ende benoemde Olga Madsen tot creatief producent en had daarmee de leiding over het gehele project. Madsen moest samen met Van den Ende bepalen wat voor karakter de serie zou krijgen. Ze kwam tot het oordeel dat GTST een mengeling moest worden van het onrealistische karakter van Amerikaanse soaps en het realistische van de Engelse.
De allereerste uitzending was op 1 oktober 1990 om 19.00 op RTL 4. Aanvankelijk wilde Freddy Thyes al na vier weken de productie van de serie stopzetten, vanwege de stuntelige manier waarop de acteurs bezig waren. De serie won echter zeer snel aan populariteit en had al snel twee miljoen kijkers.

## Verloop en belangrijkste verhaallijnen van de soap

#### Oude vetes en de zoektocht van de jeugd (1990-1994)

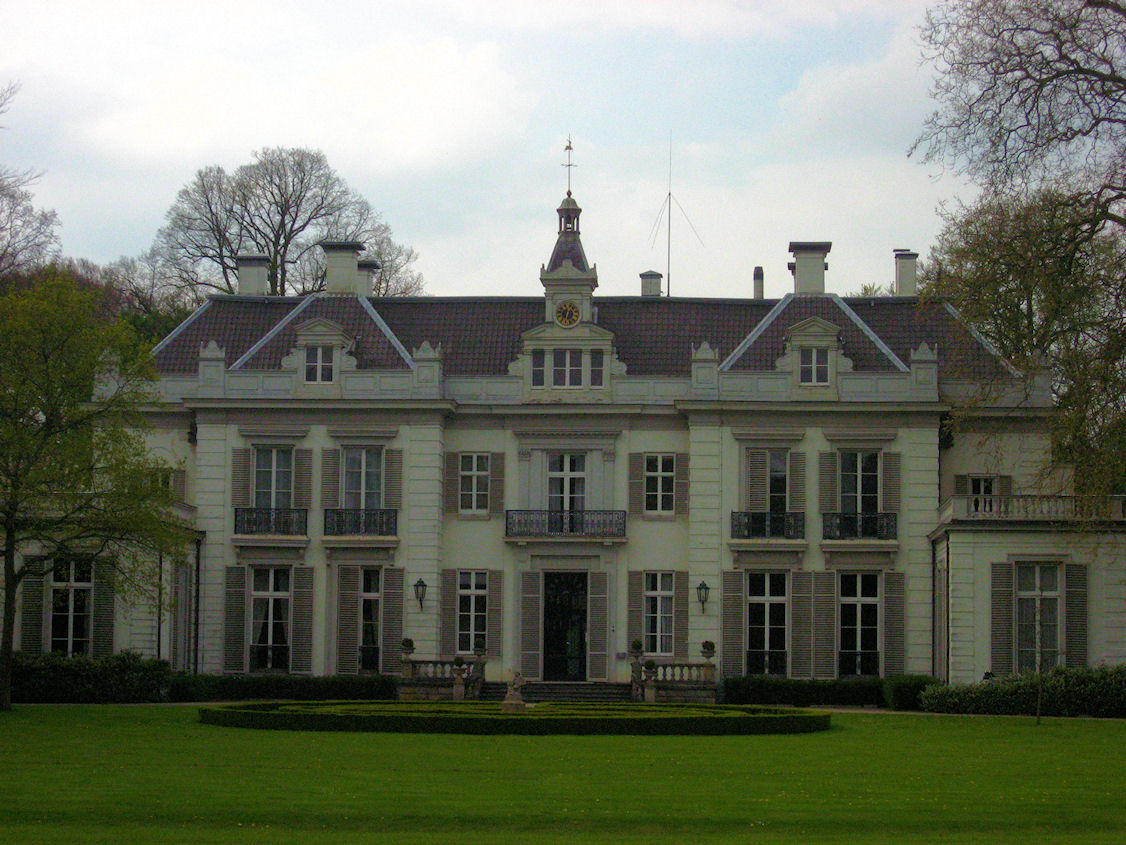
Hotel De Rozenboom (in werkelijkheid De Hartekamp in Heemstede)

De eerste vier jaar van de soap staan vooral in het teken van de schoolverlatende jeugd. Het zevental Arnie Alberts, Peter Kelder, Rien Hogendoorn, Annette van Thijn, Suzanne Balk, Linda Dekker en Myriam van der Pol ontdekken allemaal op hun eigen manier het leven. Arnie heeft het niet makkelijk door de relatie met zijn ouders. Hij probeert zijn diploma te halen, Linda verliest zijn ongeboren kind, hij heeft een verhouding met lerares Gaby, raakt tijdens zijn werk bij een diamantair betrokken bij de vuile spelletjes van Van Houten, gaat werken voor Martine Hafkamp en ontdekt al snel dat Hafkamp meer wil dan alleen een zakelijke relatie, wordt verliefd op Roos en trouwt uiteindelijk met haar in de slotaflevering van seizoen 4.
Peter ontvlucht zijn pleeggezin omdat zijn vader Willem hem mishandelt. Hij wordt verliefd op escortgirl Suzanne Balk, neemt een eetcafé over, gaat in de bouw werken, krijgt een relatie met Anita Dendermonde, opent zijn eigen restaurant, wordt vader van Suzannes kind Guusje en verlaat Meerdijk. Rien maakt carrière bij Stenders, krijgt een relatie met Arnies voormalige vriendin Linda, wordt buitenspel gezet door Stephanie Kreeft en wordt uiteindelijk vermoord door Jan-Henk. Annette heeft een verhouding met leraar Marc de Waal, werd verkracht door hem, zit een tijdje vast voor de moord op De Waal, werkt tijdelijk als escortgirl om geld te verdienen, wordt verliefd op dokter Dekker en gaat aan de slag als zijn assistente, denkt dat Simon dood is na een ongeluk op het water, trouwt met Simon, krijgt een miskraam met Simon en wordt vermoord tijdens een rondreis door Birma. Suzanne werkt als escortgirl, wordt verliefd op Peter Kelder, stopt als escortgirl en gaat aan de slag bij een hotel. Ze wordt verkracht door Van Houten en gegijzeld door Leendert Prent. Ze krijgt een kind met Peter en krijgt een relatie met Arthur. Linda aborteert het kind van Arnie en verbreekt de relatie, misbruikt Rien om met zijn naam carrière te maken als model, vertrekt met de veel oudere Herman naar New York, wordt mishandeld door Herman en wordt gered door Arnie, gaat samenwonen met Arnie en begint met zingen, vertrekt opnieuw en komt in Parijs te werken in een bordeel, opent haar eigen kledingwinkel en scharrelt weer een beetje met Arnie. Myriam heeft een baan bij eetcafé De Fontein, trouwt met John Alberts omdat laatstgenoemde op die manier het geld kan erven. Ze is teleurgesteld als blijkt dat John haar heeft misbruikt, wordt verliefd op Johan die overlijdt door een vergiftiging die hij heeft opgelopen op zijn werk, ontmoet Rob in de Rozenboom en vertrekt ten slotte met hem naar Parijs.
De serie wordt ook gekenmerkt in die eerste vier jaar door de vetes tussen de families Hogendoorn, Huygens, Helmink en Hafkamp. Rolf Huygens is een getrouwd man, maar heeft zowel een buitenechtelijk kind met Hafkamp als met Helmink. Huygens wordt gechanteerd door Kelder, betaalt hem af, en laat Hafkamp een nepzoon inhuren voor Helmink, Helmink wordt bijna van het leven beroofd door David. Martine raakt ernstig gewond door David en raakt in coma. Als Peters adoptiemoeder overlijdt en Peter een kettinkje van haar krijgt, beseft Helen dat Peter haar eigen zoon is. Peter vertrekt zonder dat Helen hem de waarheid kan vertellen. Agaath overlijdt en Martine krijgt macht over het Huygens Concern.

#### De familie Alberts domineert (1994-1996)

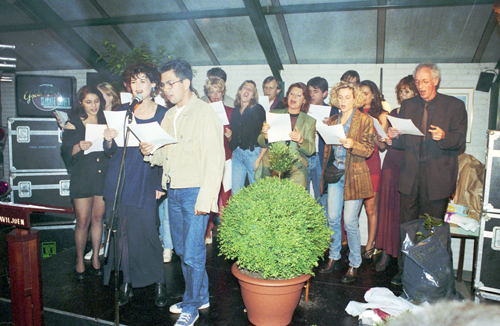
Een deel van de acteurs in 1994.

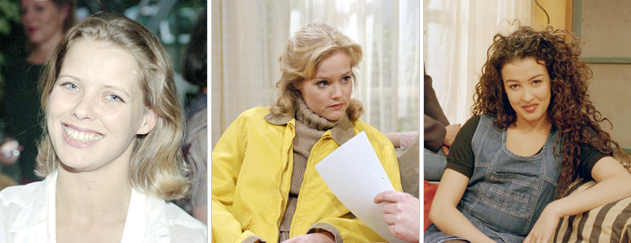
Linda, Roos & Jessica, die ook bekend waren als zangtrio

Met de opkomst van Dian en Remco domineert de familie Alberts, omdat acht van de twintig vaste personages de naam Alberts dragen. Het gaat dan om de personages Robert, Laura, Arnie, Roos, Jef, Sylvia, Dian en Remco Alberts. Het vijfde en zesde seizoen worden gekenmerkt door de moord op Van Houten, de verkrachting van Marieke en de consequenties, de romance tussen Ludo en Dian en de zwangerschap, de anorexianeigingen van Roos en Wil, het vuile spel van Remco en zijn vlucht, de liefde tussen Stan en de gelovige Fatima, de spraakmakende verhouding tussen Laura en Stan, de groeiende liefde tussen Anita en Rik en hun geannuleerde huwelijk, de obsessieve gevoelens van Lisanne jegens Arthur, de oogproblemen van Guusje en de zorgen van Suzanne en Peter.

#### Jong talent en de entree van de Sanders (1996-2000)
De jeugd was in de periode 1996-2000 erg populair in de serie, mede door de bijdragen van Katja Schuurman (Jessica), Angela Schijf (Kim), Cas Jansen (Julian) en Georgina Verbaan (Hedwig). Jessica had een korte verhouding met zakenman Sanders, kreeg een langdurige relatie met Julian, was ontroostbaar toen Julian ging trouwen met de uitgeprocedeerde escortgirl Alexandra, vertrok maar keerde terug om samen met Julian op wereldreis te gaan. Kim had grote problemen met haar pleegvader Jef, had per ongeluk een onenightstand met haar halfbroer Julian, verzoende zich met Jef na de dood van Sylvia, had een moeizame relatie met haar biologische moeder Mira, werd verliefd op Che, was ontroostbaar toen Che Meerdijk verliet omdat hij uitgehuwelijkt was en ging studeren in het buitenland. Julian overleed bijna door toedoen van zijn pleegouders Albert en Titia, ontdekte dat hij het product was van zijn grootvader en moeder, kreeg een relatie met Jessica, sneed zijn polsen door, had per ongeluk een onenightstand met halfzus Kim, verloofde zich met de uitgeprocedeerde escortgirl Alexandra, voelde zich schuldig vanwege Jessica's vertrek, was opgelucht toen Jessica terugkeerde en met hem op wereldreis ging. Hedwig werd hartsvriendinnen met Kim, kreeg een relatie met profbokser Stef, begeleidde Stef in zijn laatste dagen tot zijn overlijden, werd verliefd op Rik, won de loterij en ging ten slotte ontwikkelingswerk doen in Afrika.
Andere belangrijke gebeurtenissen uit deze tijd waren de geboorte van Nina, Helens strijd om haar broer Martin van de heroïne af te houden, Linda's huwelijk met Erik gevolgd door haar vertrek, de vete tussen Ludo Sanders (die in seizoen 6 zijn intrede deed) en het duo Galema en Alberts, de komst van de familie Fischer in seizoen 9, de komst van Stefano en diens onenightstand met Janine, Daniëls zelfmoordpoging en tijdelijke zwerversbestaan, de dood van Onno P. Wassenaar, de euthanasie van de ongeneeslijke zieke Sylvia, het dubbelspel van Pete Jenssens alias John, de opmerkelijke terugkomst van de dood gewaande Simon, de mysterieuze verdwijning van Daniël, de zoektocht van Laura en Robert in Venezuela, de verkrachting van Mathilde door Matthijs, de dood van Arthur en de daaropvolgende transplantatie van Jessica en de opbloeiende liefde tussen Jef en Barbara.

#### Groot verloop van personages (2000-2003)

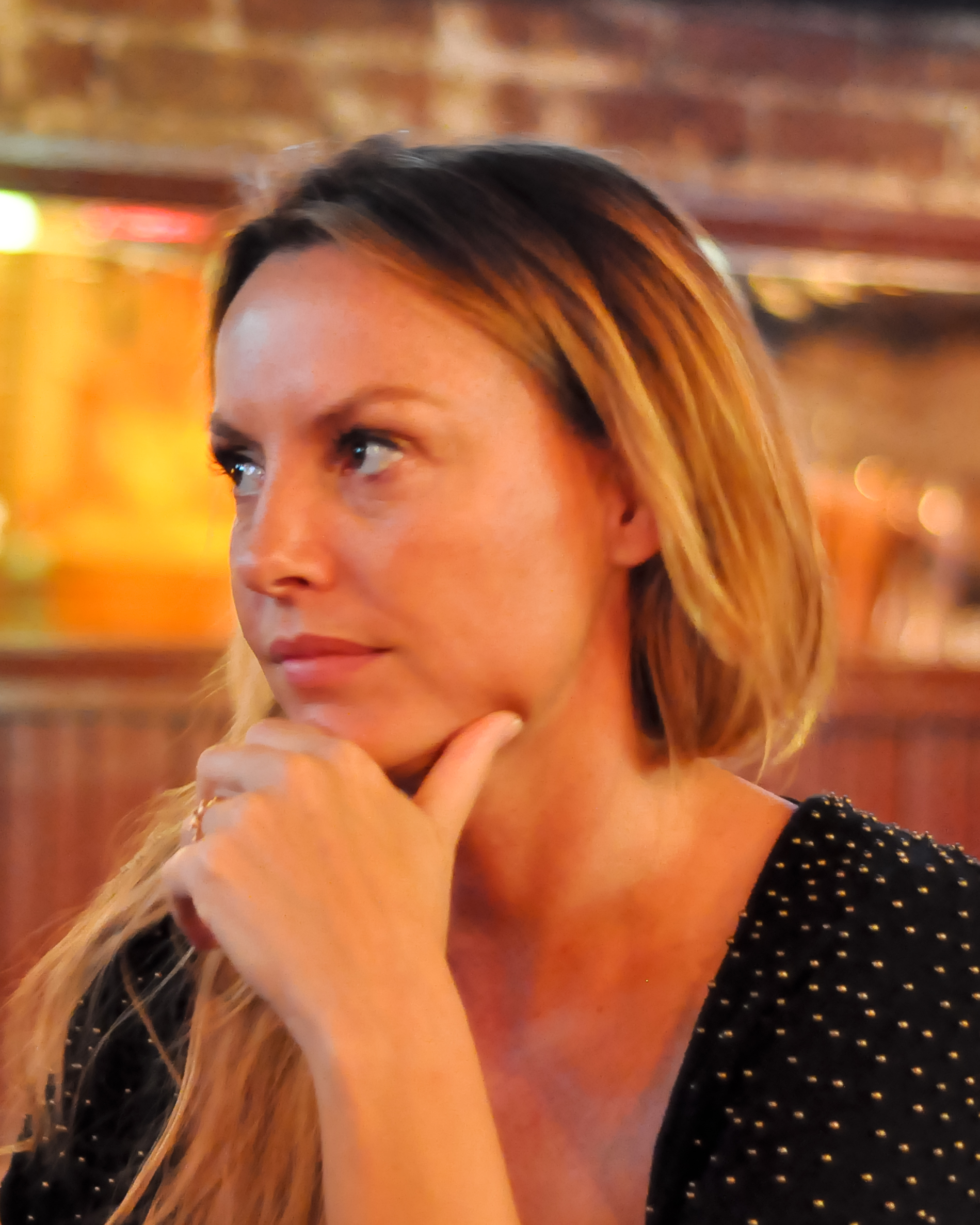
Micky Hoogendijk speelde twee jaar de rol van Cleo de Wolf.

In het jaar 2000 hebben bijna alle personages van het eerste uur de serie verlaten. Alleen Jette van der Meij en Wilbert Gieske bleven tot de vaste kern behoren. Een jaar eerder hadden vertrouwde en populaire gezichten als Katja Schuurman en Georgina Verbaan de serie verlaten. Het team van Goede tijden, slechte tijden ging op zoek naar de geschikte toekomst voor de serie. Het elfde en twaalfde seizoen worden gekenmerkt door een groot verloop van personages, waarvan velen weer net zo snel van het beeldscherm zouden verdwijnen als dat ze waren gekomen: bijvoorbeeld Georgina Kwakye, Chanella Hodge, Jeroen Biegstraaten, Micky Hoogendijk, Liesbeth Kamerling en Daan Roelofs. Ondanks het grote verloop van de personages blijven de kijkcijfers stabiel in deze periode.
In de 2000e aflevering, uitgezonden op 1 december 2000, kwam het personage Roos de Jager − gespeeld door Guusje Nederhorst − te overlijden. Nederhorst was bij het grote publiek erg geliefd. In januari 2004 stond de serie een aantal seconden voorafgaand aan de uitzending stil bij de dood van Nederhorst. Twee jaar eerder was ook al Tom van Beek, bekend door zijn rol als Herman Hogendoorn, overleden op 72-jarige leeftijd.

#### Een nieuwe koers (2003-2005)
Op 28 maart 2003 werd de 2500e aflevering uitgezonden. Acteur Rick Engelkes was voor deze speciale gelegenheid teruggekeerd bij de serie om opnieuw de rol van Simon Dekker te vertolken. Tijdens de 2500e aflevering werd Dekker vermoord en de aflevering is met ruim 2,7 miljoen kijkers de meest bekeken aflevering tot dan toe. Niet alleen Engelkes keerde voor enkele maanden terug bij de serie, ook Bennie den Haan en Martin van Steijn kropen opnieuw in de huid van hun alter ego's Remco Terhorst en Mickey Lammers. Van Steijn maakte deel uit van de verhaallijn van de personages Anita en Rik. Iedereen vermoedde dat Rik bij een brand in een gevangeniscomplex in Singapore was overleden. De schok was groot toen Rik verscheen op de bruiloft van Anita en Mickey.
Na het vertrek van onder andere Micky Hoogendijk en Robine van der Meer werd de serie genoodzaakt nieuw bloed aan te trekken. Fajah Lourens werd gekozen voor de rol van Yasmin Fuentes, een problematische jongedame die onder invloed stond van haar oudere, criminele broer en uiteindelijk om het leven kwam bij een auto-ongeluk. Wouter de Jong werd gecontracteerd om Milan Verhagen te gaan vertolken. Milan was de buitenechtelijke zoon van Robert uit zijn affaire met de lesbische Hanneke Mus. De Jong zou twee seizoenen de rol van Milan vertolken. In het dertiende seizoen zouden verder nog Christophe Haddad, Geert Hoes, Lieke van Lexmond en Inge Schrama worden geïntroduceerd. Een terugkomst die destijds veel stof deed opwaaien was die van Martine Hafkamp, opnieuw gespeeld door actrice Inge Ipenburg. In haar kortstondige verblijf, amper anderhalf jaar, stond Hafkamp garant voor spannende vetes tussen haarzelf en Ludo Sanders.

#### Verjonging en dalende kijkcijfers (2005-2008)
De serie kreeg in de zomer van 2005 te maken met een van de grootste leeglopen die ze tot nu toe heeft doorgemaakt. In een periode van drie maanden verlieten Bas Muijs, Fajah Lourens, Elle van Rijn, Inge Ipenburg, Sebastiaan Labrie, Betje Koolhaas en Victoria Koblenko de serie. Als reactie hierop werden nieuwe personages geïntroduceerd; Ludo's rijkeluisdochter Nina (Marly van der Velden), Frits' verloren zoon Jack (Mark van Eeuwen), Dorothea's criminele zoon Bernhard (Everon Jackson Hooi) en Barbara's nichtje Florien (Carolien Karthaus) en neefje Fos (Jeffrey Hamilton). Naast nieuwe personages keerde ook Dian Alberts terug in de serie, ditmaal gespeeld door Rixt Leddy.
Met de komst van de personages Nina, Fos en Florien en in minder mate Fay werd duidelijk dat de makers GTST wilden gaan verjongen. Een jaar later zou acteur Ruud Feltkamp nog worden toegevoegd om de jeugdige kijkers te lokken. De personages maakten het nodige mee: Florien deed net alsof ze in verwachting was van Bing, Fos fraudeerde bij zijn eindexamens op school, Nina moest ontdekken dat haar grote liefde Morris geprobeerd had Ludo te vermoorden, Noud deelde het bed met Nina omdat hij zich onzeker voelde over zijn seksuele kunnen jegens Florien, Fos en Noud moesten plantsoenendienst draaien omdat ze illegale dvd's hadden verkocht en Nina kreeg een relatie met Milan Alberts. Ook keerde Casper van Bohemen terug in de soap. Van Bohemen had de serie in 1995 verlaten nadat zijn personage Frits van Houten was vermoord in de badkuip. Hij zou in 2005 terugkeren in de rol van broer Hans van Houten en zich voordoen aan iedereen als Frits.
Tot en met de jaarwisseling van 2007 bleven de kijkcijfers stabiel. De cliffhanger van 2006 had zelfs 1,9 miljoen kijkers weten te interesseren. Echter in de eerste maanden van 2007 begonnen de kijkcijfers te dalen, en dit bleef ook zo in de daaropvolgende maanden. Niet meer dan 1,2 miljoen mensen schakelden nog in voor de soap. In het begin van 2008 werd een dieptepunt bereikt en dit alarmeerde het productieteam. De soap kon met moeite nog 1 miljoen kijkers interesseren. Vanuit Amerika werden diverse specialisten ingevlogen om de serie te begeleiden naar een nieuw proces.
Acteur van het eerste uur Wilbert Gieske maakte in januari 2008 zijn vertrek bekend. Naast Robert Alberts vertrokken er meerdere personages uit de Albertsfamilie. Koert-Jan de Bruijn (Dennis Alberts), Chris Comvalius (Dorothea Alberts), Robin Zijlstra (Milan Alberts) en Rixt Leddy (Dian Alberts) vertrokken verspreid over 2008 uit de serie. In mei 2008 werd het doktersgezin Huygens, bestaande uit vader Martijn, moeder Irene, dochter Ronja en zoon Dex, geïntroduceerd in de serie, om zo het familiegevoel weer te creëren.

#### Een nieuw gezin en controversiële verhaallijnen (2008-2012)

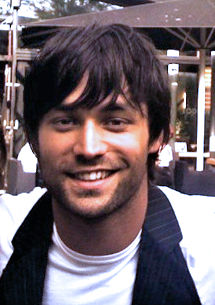
Jan Kooijman had de rol van Danny de Jong.

Ondanks de dalende kijkcijfers in het voorjaar van 2008 werd het contract van de serie met twee jaar verlengd tot 2011. Op 1 september 2008 werd bekend dat zangeres en actrice Marjolein Keuning haar debuut zou maken als Maxime Sanders. Volgens een woordvoerder van de serie moest de nadruk meer komen te liggen op alledaagse verhaallijnen en dit zou gepaard gaan met het aantrekken van ervaren acteurs. In de periode 2008-2012 mocht de serie dan ook acteurs als Ruben Lürsen, Edwin Rutten, Ronald Top, Joep Sertons, Joke Bruijs en Cynthia Abma verwelkomen. Ook de set en de crew werden grondig onder handen genomen. Vertrouwde en tegelijkertijd gedateerde decors als huize Selmhorst en huize Alberts verdwenen van het scherm. Ze werden vervangen door het huis van de nieuwbakken familie Huygens en door het appartement van het gezin De Jong.
Het schrijversteam had geleerd van hun eigen fouten in het verleden en ze concentreerden zich in het vervolg op het schrijven van realistische verhaallijnen. Men was ervan overtuigd dat de kijker zich niet meer kon herkennen in de personages, dit moest veranderen. Bartho Braat en Jette van der Meij verdwenen meer naar de achtergrond, waarschijnlijk omdat hun personages al zo veel hadden meegemaakt. De introductie van de familie Huygens was voor de serie baanbrekend. Nog nooit eerder had een schrijversteam het aangedurfd om in één keer een heel gezin te introduceren. Het gezin sloeg aan bij de kijkers, maar moest in het voorjaar van 2010 de serie noodgedwongen verlaten. De schrijvers waren van mening dat Alexandra Alphenaar en Emiel Sandtke te oud waren om nog bij hun ouders te kunnen wonen. Nadat de personages Martijn en Irene in oktober de serie verlieten, werd een week later het doktersgezin Bouwhuis geïntroduceerd. Joep Sertons, Cynthia Abma, Guido Spek en Raynor Arkenbout maakten deel uit van dit gezin. Het gezin Bouwhuis groeide hierna uit tot een van de grootste families in de serie.
De serie wist in de periode 2008-2012 de nodige gevoelige onderwerpen aan te snijden. De introductie van het homoseksuele personage Lucas Sanders (gespeeld door Ferry Doedens) is daarvan waarschijnlijk het beste voorbeeld. De bedscènes tussen Lucas en de dokterszoon Edwin Bouwhuis zorgden voor een grote discussie op Twitter. Een ander controversiële verhaallijn was de gesimuleerde borstkanker van Barbara Fischer. Actrice Charlotte Besijn zou niet lang daarna haar laatste scènes spelen en zich achter de schermen gaan ontwikkelen.
De serie bleef deze ingeslagen koers vasthouden en dit resulteerde in opnieuw stijgende kijkcijfers. In januari 2012 behaalde de serie haar beste kijkcijfers in zes jaar.

#### Multicultureel en midden in het leven (2012-2015)
Nuran en Aysen Baydar 

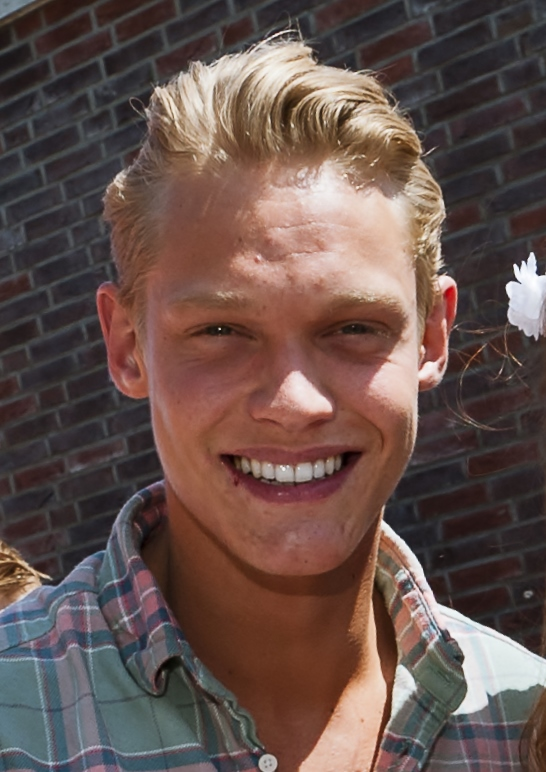
Ferry Doedens als Lucas Sanders (2012)

Met de komst van de Turkse personages Nuran, Bilal Demir en Aysen Baydar hoopten de makers van de serie een nieuwe doelgroep te bereiken. De verhaallijnen van de personages worden deels gekenmerkt door elementen die kenmerkend zijn voor de Turkse gemeenschap.
De familie Sanders 

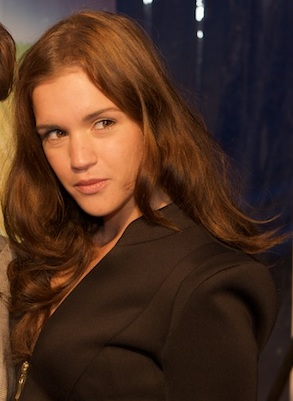
Marly van der Velden als de rijke Nina Sanders (2010)

Families bleven een centrale rol spelen in de serie. De steenrijke familie Sanders kende vijf personages: broer Ludo en zus Maxime, Ludo's verwende dochter Nina, Maximes zoon Vincent (sinds 2013) en neefje Lucas. Daarnaast keerden de personages Stefano (2014) en Nick (2014-2015) beiden voor enkele maanden terug.
Nina krijgt in het seizoen van 2013 kort een relatie met Mike Brandt van wie ze een dochter krijgt, Nola. Lucas Sanders treedt in het huwelijk met rechercheur Menno Kuiper.
De familie Bouwhuis 

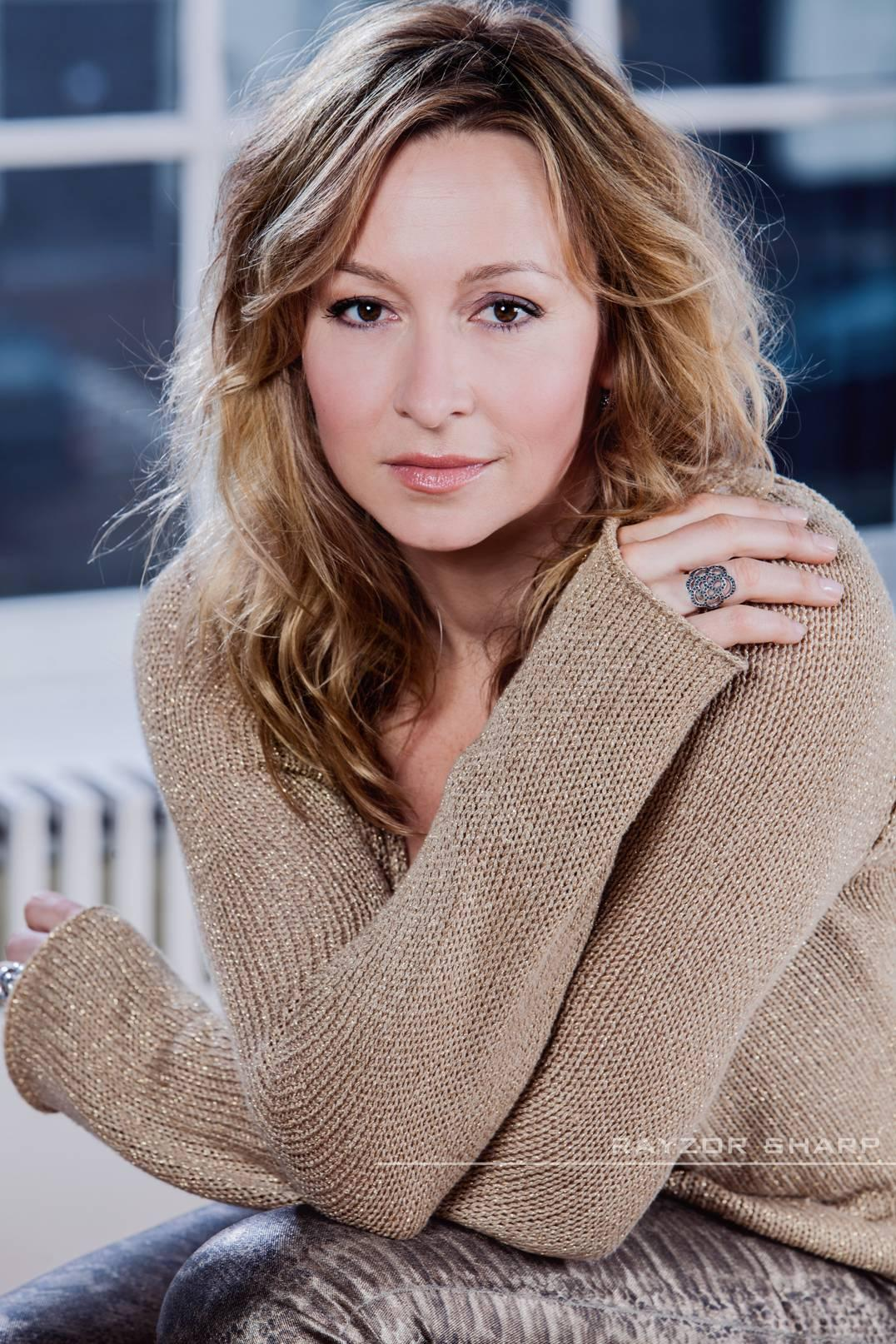
Cynthia Abma als Bianca Bouwhuis

Een aantal andere verhaallijnen in deze periode spelen zich af rond de familie Bouwhuis, bestaande uit vader Anton, moeder Bianca, zoon Sjoerd, Antons zoon Tim, Bianca's broer Mike (2012-13) en Bianca's nichtje Anna (sinds 2014).

#### Het einde van een tijdperk (2015-2019)
Als gevolg van de dalende kijkcijfers in het seizoen 2007-2008 werden er vanaf de zomer van 2008 grote wijzigingen doorgevoerd bij GTST. Deze wijzigingen zorgden ervoor dat de kijkcijfers van GTST stegen. Op sommige werkdagen zaten er 2,2 miljoen kijkers voor de buis. Vanaf 2015 wordt steeds meer zichtbaar dat de kijkcijfers van GTST opnieuw begonnen te dalen. Een eerste verklaring hiervoor is dat in zijn algemeenheid de populariteit van lineaire televisie begon af te nemen en dat mensen steeds meer digitaal op een later tijdstip gingen kijken. GTST probeerde hierop in te spelen door de afleveringen ook aan te bieden op de videoplatforms Videoland en RTL XL. Een tweede verklaring is dat de acteurs die bij de wijzigingen tussen 2008 en 2010 waren geïntroduceerd inmiddels al lange tijd meespeelden en er behoefte was aan nieuwe gezichten. De introductie van Rover (Buddy Vedder) en Sam Dekker (Stijn Fransen), maar ook Amir Nazar (Alkan Çöklü) en Zoë Xander (Anouk Maas) zijn hier goede voorbeelden van. Een derde verklaring is dat men van oordeel was dat de verhaallijnen bij GTST te lang duurden. Door de concurrentie van diensten als Netflix en Amazon zijn de mensen gewend geraakt aan fenomenen als bingewatchen. Het verloop van de verhaallijnen bij GTST moest sneller gaan.
Families 

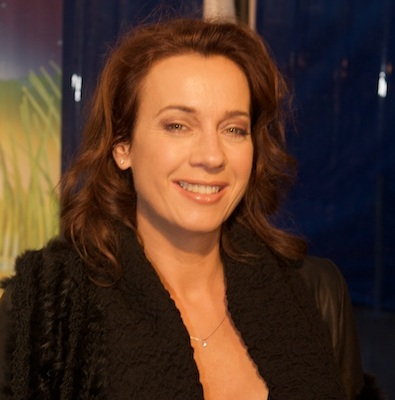
Marjolein Keuning als Maxime Sanders (2010)

In de periode 2015-2018 verdwenen diverse families die de serie gedurende een lange periode hebben gedomineerd uit beeld. Ten eerste kwam er met het afscheid van acteur Ruud Feltkamp (Noud Alberts) in november 2018 definitief een einde aan de aanwezigheid van de familie Alberts in Meerdijk. De familie had sinds de introductie van GTST in oktober 1990 haar stempel gedrukt op de serie. Na het vertrek van acteur Bartho Braat in januari 2016 was Feltkamp het enige resterende lid van de familie Alberts in Meerdijk geweest. Hoewel de personages Jef en Robert Alberts in de periode 2015-2018 sporadisch terugkeerden, behoorden zij niet langer tot de vaste cast.
Ten tweede namen het aantal leden van de families De Jong en Bouwhuis in de serie drastisch af. Rik de Jong moest afscheid nemen van zijn zoon Job, dochter Rikki en kleinzoon Bram (Jerome Talsma). Anton Bouwhuis (Joep Sertons) zag zijn zonen Sjoerd en Tim definitief vertrekken. Ten derde werd in de periode 2015-2018 het gezin van oudgediende Linda Dekker  geïntroduceerd, maar tevens verdwenen veel leden van deze families opnieuw. Linda moest afscheid nemen van haar dochter Sam, zoon Rover en ex-man Bill. Ten slotte kwam er in februari 2017 definitief een einde aan de aanwezigheid van de familie Kramer in de soap. Nadat het personage Sacha Kramer in juli 2016 noodlottig om het leven kwam, besloot ook acteur Miro Kloosterman in februari 2017 te stoppen met zijn rol.
De familie Sanders was de enige familie die de serie in de periode 2015-2018 onafgebroken bleef domineren. In juni 2017 besloot actrice Marjolein Keuning te stoppen met de rol van Ludo's zus Maxime, na die rol gedurende negen jaar te hebben vertolkt. Acteur Hugo Metsers keerde na een afwezigheid van dertien jaar kortstondig terug in de rol van Marcus Sanders. Na enkele maanden verdween hij weer uit de serie.
Kennissen en vrienden 

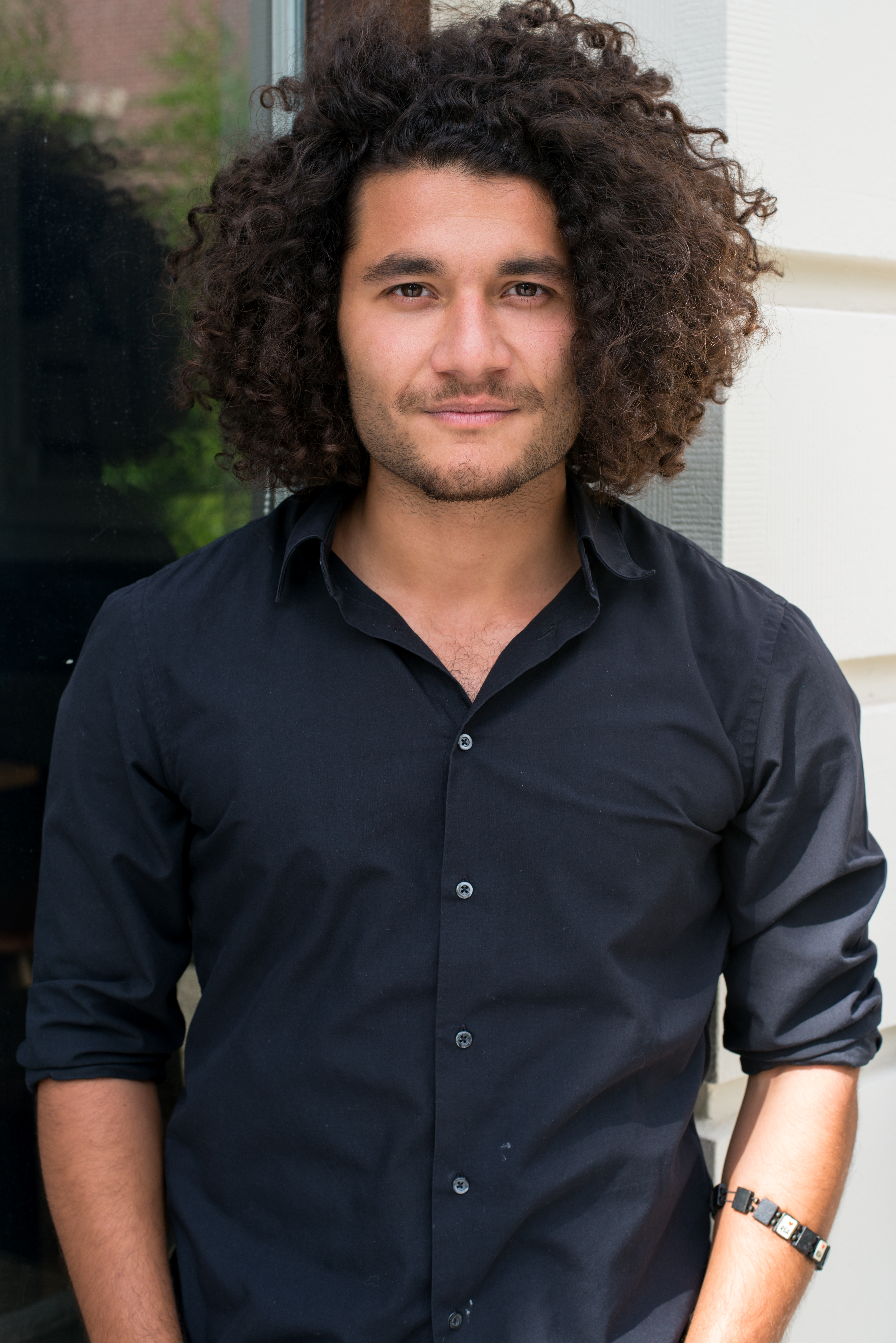
Alkan Çöklü als Amir Nazar

Naast de grote families werd de serie ook gekenmerkt door personages wier levens verweven raakte met die van de leden van de grote families. Het personage Anna Brandt (Barbara Sloesen, 2014-2017) had een lesbische verhouding met Wiet van Houten en kreeg ook een relatie met Job Zonneveld, van wie ze zwanger werd. Actrice Pip Pellens besloot in januari 2016 te stoppen met de rol van Wiet van Houten. Het personage keerde in maart 2017 eenmalig terug.
Van maart tot mei 2017 verscheen na een afwezigheid van twaalf jaar opnieuw het personage Martine Hafkamp (opnieuw vertolkt door Inge Ipenburg) even in de serie.
In december 2015 moest acteur Ferry Doedens (Lucas Sanders) noodgedwongen stoppen met zijn rol vanwege een drugsverslaving. Doedens besloot af te kicken en mocht in december 2016 opnieuw terugkeren in de soap.
Naast de herintroductie van het personage Lucas in december 2016 werden er in 2017 vijf nieuwe personages geïntroduceerd. In juni 2017 werd acteur Alkan Çöklü geïntroduceerd als de Afghaanse vluchteling Amir Nazar. Actrice Anouk Maas ging vanaf september 2017 gestalte geven aan het personage Zoë Xander. Het derde personage dat in 2017 werd geïntroduceerd was Lana de Jong, de dochter van Sjors. In november 2017 werd ook het personage Quintus Bouwhuis in de serie geschreven (gespeeld door Max Willems), die tot 2018 meedeed. Ten slotte werd in november 2017 eveneens Loes de Haan (gespeeld door Beaudil Elzenga) geïntroduceerd, die tijdens de zomercliffhanger van 2018 om het leven kwam.
Overige personages 

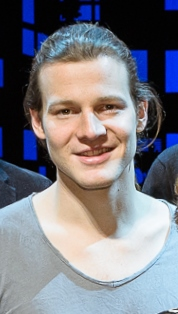
Guido Spek als Sjoerd Bouwhuis

Van 2015 tot 2017 deed Teddy Kramer mee, de zoon van Thijs Kramer en Rikki de Jong.
In de periode 2016-2017 deed Malena Blanco (Miryanna van Reeden) mee in de serie, als huishoudster van Ludo Sanders. Jan Maes deed mee in de periode 2017-2018, als nieuwe financieel directeur van het Academisch Ziekenhuis Meerdijk (AZM). Binnen korte tijd weet hij diverse personages binnen de serie tot vijand te maken.

#### Het normale leven keert terug (2019-2022)

##### De familie Verduyn

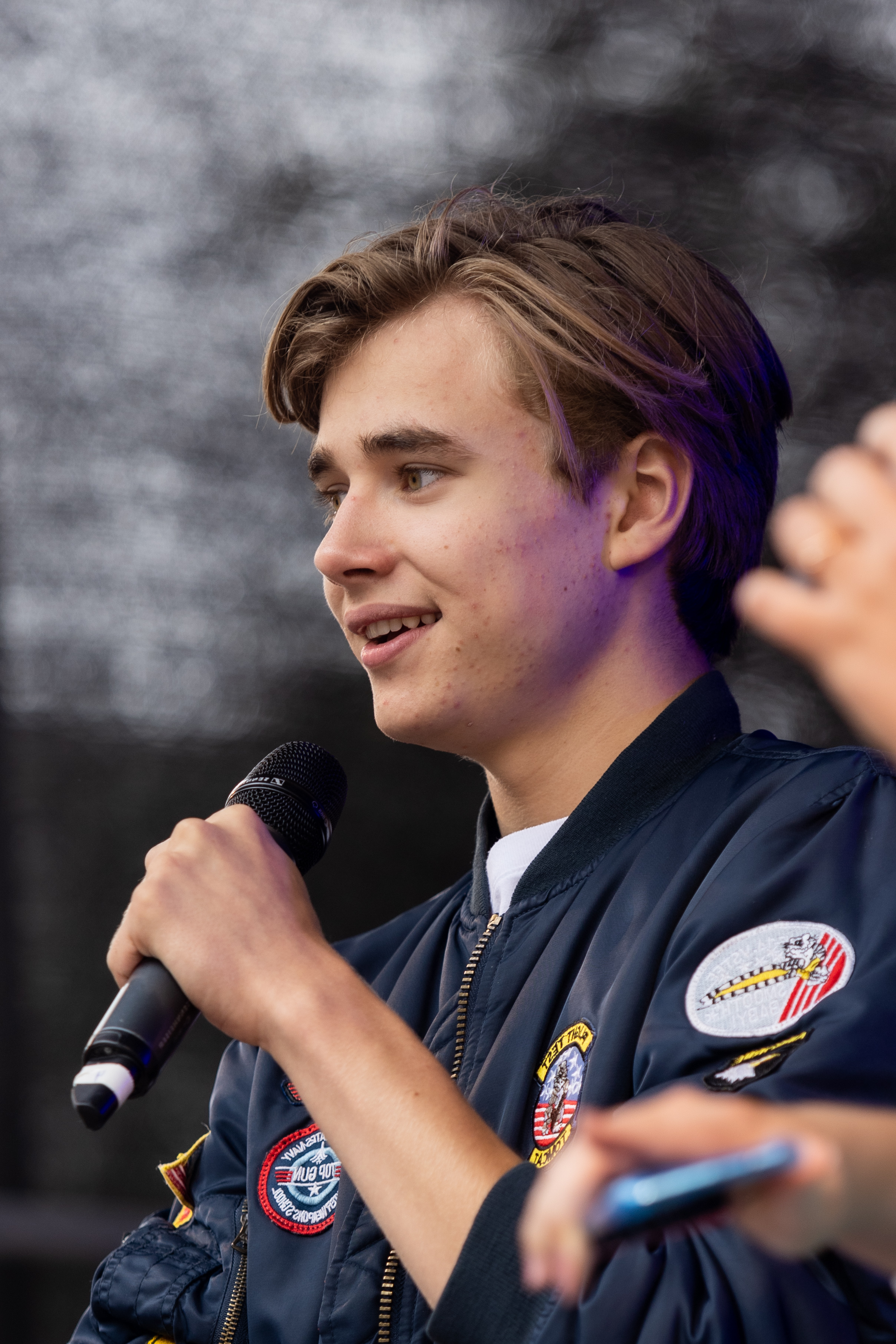
Tommy van Lent speelt de rol van puberzoon Steef Verduyn

De introductie van de familie Verduyn in december 2019 was bedoeld om het familiegevoel weer terug in de serie te brengen en de serie weer herkenbaarder te maken voor de 'gewone man'. De familie bestond uit vader Julian (Cas Jansen), moeder Saskia (Tamara Brinkman), dochters Merel (Sophie Bouquet) en Demi (Noa Zwan), en zoon Steef (Tommy van Lent en later Ingmar). Al snel werd de familie in januari 2020 uitgebreid met Saskia’s gepensioneerde vader Henk Visser (Johnny Kraaijkamp jr.).

##### De familie De Palma-Vening
Actrice Lone van Roosendaal speelde in het najaar van 2018 voor korte tijd de rol van Billy de Palma, maar keerde in 2019 terug in een vaste rol. Tussen 2019 en 2022 speelde Van Roosendaal met enkele tussenpozen de rol van Billy. Haar dochter Shanti (Bertrie Wierenga), haar vriend en later echtgenoot Richard van Nooten (Edwin Jonker, 2020-2022, 2024) en de vader van Shanti, Pieter Nieuwenhuis (Martijn Fischer, 2021-2022), speelden een belangrijke rol in het leven van Billy.

##### De familie El Amrani
Om de serie herkenbaarder voor het publiek te maken werd in de zomer van 2020 ook de Buurtsuper geïntroduceerd. Deze stond onder leiding van Ilyas El Amrani (Hamza Othman). Later werd het gezin El Amrani uitgebreid met Ilyas’ broer Marwan (Hassan Slaby) en vader Sami (Hakim Traïdia).

##### De familie Langeveld

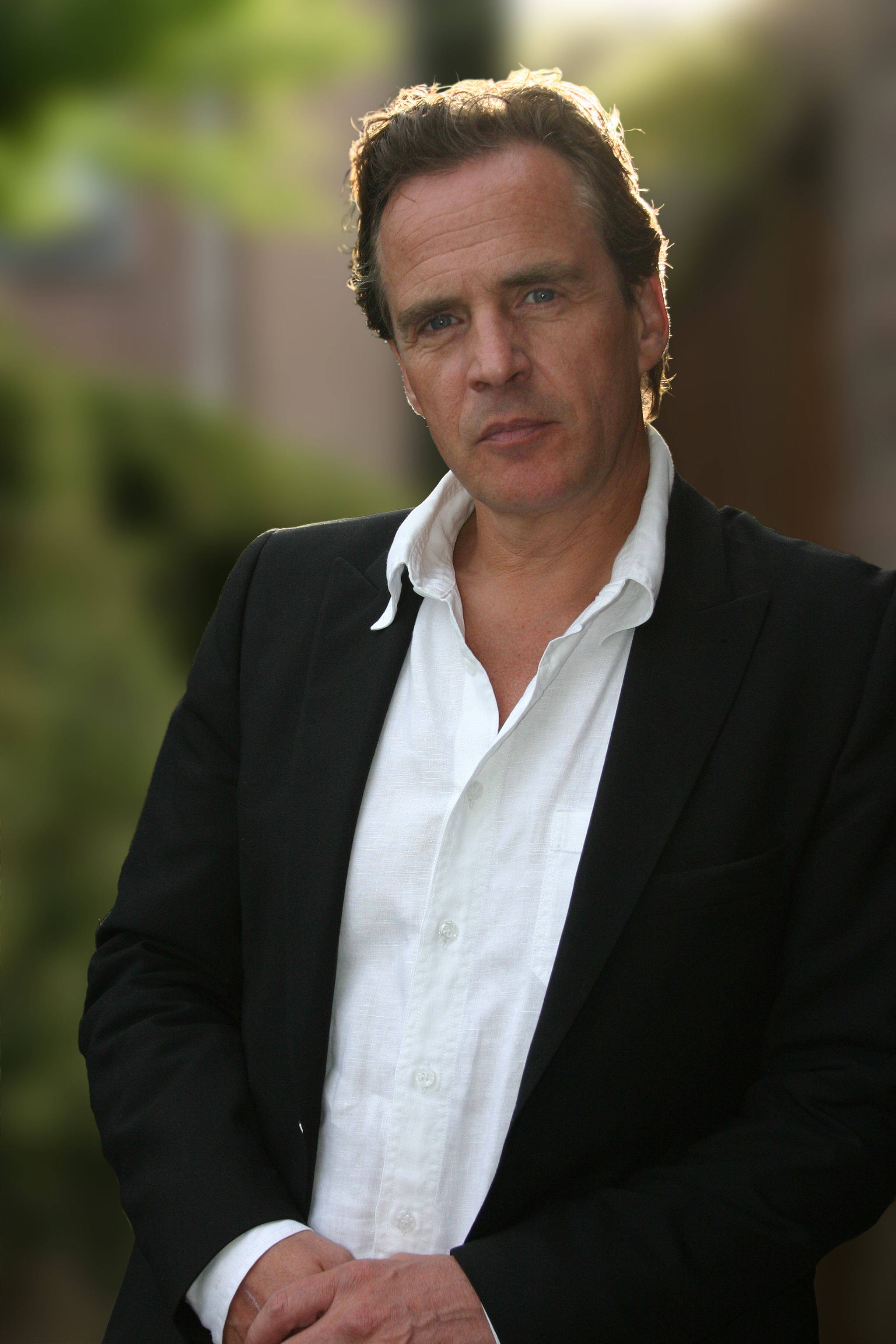
Joep Sertons verliet de serie na elf jaar (2021)

In maart 2020 verliet actrice Melissa Drost de serie. Met het vertrek van Drost kwam er na zeventien jaar een einde aan de rol van Sjors Langeveld, en daarmee ook met de aanwezigheid van de nazaten van de familie Van Houten in de serie.

##### De families Bouwhuis en Dekker
In december 2021 waren acteur Joep Sertons en actrice Babette van Veen voor het laatst in de serie te zien. Sertons had de rol van Anton Bouwhuis gedurende elf jaar gespeeld. Met het vertrek van Anton uit Meerdijk kwam er een definitief een einde aan de familie Bouwhuis in de serie, nadat ook Anton’s dochter Tiffy Koster (Cecilia Adorée) de serie begin 2021 had verlaten. De laatste scenes van Van Veen als Linda Dekker in de serie betekende ook dat de familie Dekker opnieuw uit de serie verdween, nadat de familie zes jaar eerder weer in de serie was teruggekeerd.

##### De familie Sanders
De familie Sanders bleef ook in de periode 2019-2022 een belangrijke familie in de serie. De familie bestond uit patriarch Ludo (Erik de Vogel), zijn vrouw Janine (Caroline De Bruijn), hun dochter Nina (Marly van der Velden), Janine’s zoon Lucas (Ferry Doedens, tot 2021) en Ludo’s kleinzoon Valentijn (Vincent Visser, 2019-2020, 2021). Daarnaast vertolkte acteur Bas Muijs opnieuw de rol van Ludo’s halfbroer en Lucas’ vader Stefano. Tevens waren de drie kinderen van Nina steeds meer in de serie te zien.

#### Kleinere vaste bezetting en meer langdurige gastrollen (2022–)
Met ingang van het tweeëndertigste seizoen (2022-2023) blijven de families Verduyn en Sanders goed vertegenwoordigd in de serie. De familie Verduyn bestaat uit Julian Verduyn (Cas Jansen), zijn (ex-)vrouw Saskia Verduyn-Visser (Tamara Brinkman, 2019-2023), hun drie kinderen Merel (Sophie Bouquet), Steef (Tommy van Lent, 2019-2022 en Ingmar, 2022-) en Demi (Noa Zwan, 2019-2023), kleinzoon Tom, Saskia's vader Henk Visser (Johnny Kraaijkamp jr.), Henk's vrouw Laura Selmhorst (Jette van der Meij) en Henk's buitenechtelijke zoon Jonathan Seegers (Thijs Boermans, 2023-2024). Julian probeert de door Steef veroorzaakte geldproblemen op te lossen door gestolen diamanten te vervoeren en wordt daarvoor veroordeeld. Na terugkomst uit de gevangenis zijn Julian en Saskia uit elkaar gegroeid en vertrekt Saskia eind 2023 naar Duitsland om daar samen te gaan wonen met haar nieuwe partner Dieter. Julian vindt tijdelijk nieuw geluk bij Elisa Rosalia (Jasmine Sendar, 2023-). Merel verbreekt haar relatie met Marwan El Amrani (Hassan Slaby) omdat ze gevoelens heeft voor Lynn Vegter (Noël van Kleef, 2022). Na haar relatie met Lynn krijgt Merel een verhouding met de 25 jaar oudere Stefano Sanders (Bas Muijs). Demi verliest haar hart aan verpleger Jesse Maanhout (Tyeppe Troost, 2023). In eerste instantie loopt de relatie op de klippen omdat Jesse moeite heeft met Demi's zoon Tom. Uiteindelijk gaan ze samen met Tom op wereldreis. Henk Visser trouwt in de slotaflevering van seizoen 32 met Laura Selmhorst. De relatie tussen Henk en Laura wordt gekenmerkt door de ziekte van Parkinson, waarmee Laura in zomer 2022 werd gediagnosticeerd. Begin 2023 mocht Henk zijn buitenechtelijke zoon Jonathan verwelkomen. Jonathan raakte betrokken bij de waanideeën van zijn moeder Margriet, die in zomer 2023 verantwoordelijk was voor het veroorzaken van een kettingbotsing. Margriet pleegde in de gevangenis zelfmoord. Jonathan probeerde de strijd aan te gaan met Ludo vanwege zijn mogelijke betrokkenheid bij de zelfmoord van Margriet, maar verloor en vertrok definitief naar Groningen voor een nieuwe baan.

## Personages

### Hoofdrollen
| Acteur/actrice        | Personage        | Speelduur                                   |
| --------------------- | ---------------- | ------------------------------------------- |
| Jette van der Meij    | Laura Selmhorst  | 1990–heden                                  |
| Babette van Veen      | Linda Dekker     | 1990–1998 • 2005–2006 • 2015–heden          |
| Caroline De Bruijn    | Janine Elschot   | 1992–heden                                  |
| Ferri Somogyi         | Rik de Jong      | 1995–2004 • 2007–heden                      |
| Erik de Vogel         | Ludo Sanders     | 1996–heden                                  |
| Cas Jansen            | Julian Verduyn   | 1996–1999 • 2019–heden                      |
| Bas Muijs             | Stefano Sanders  | 1999–2005 • 2009 • 2014 • 2020 • 2022–heden |
| Everon Jackson Hooi   | Bing Mauricius   | 2005–heden                                  |
| Marly van der Velden  | Nina Sanders     | 2005–heden                                  |
| Noa Zwan              | Demi Verduyn     | 2019–heden                                  |
| Johnny Kraaijkamp jr. | Henk Visser      | 2020–heden                                  |
| Hassan Slaby          | Marwan El Amrani | 2020–heden                                  |
| Kees Boot             | Luuk Bos         | 2022–heden                                  |
| Noa Jacobus           | Nola Sanders     | 2022–heden                                  |
| Ingmar van den Broek  | Steef Verduyn    | 2022–heden                                  |
| Jasmine Sendar        | Elisa Rosalia    | 2023–heden                                  |
| Mingus Claessen       | Troj Veerman     | 2024–heden                                  |
| Cheyenne Löhnen       | Bizou Pascal     | 2025–heden                                  |
| Jolijn Henneman       | Shanti de Jong   | 2025–heden                                  |
| Margo Dames           | Elly Kuperus     | 2025–heden                                  |

### Bijrollen
| Acteur/actrice         | Personage         | Speelduur              |
| ---------------------- | ----------------- | ---------------------- |
| Bart Peereboom         | Marcel Boeve      | 2000–heden             |
| Dennis Honhoff         | Barry Lansink     | 2009–heden             |
| Michael de Roos        | Alex de Boer      | 2014–heden             |
| verschillende kinderen | Max Mauricius     | 2018–heden             |
| Vincent Visser         | Valentijn Sanders | 2019–2021 • 2025-heden |
| Diyah Salem            | Manu Mauricius    | 2020–heden             |
| verschillende kinderen | Tom Verduyn       | 2021–heden             |
| Ed Nouwen              | Raoul Dieleman    | 2025–heden             |
| Adriaan Laureano       | Andrea Brancati   | 2025–heden             |
| Puck Pomelien Busser   | Henriëtte Castro  | 2025–heden             |
| Rick Nicolet           | Elisabeth         | 2025–heden             |
| Leandro Ceder          | Bing Mauricius    | 2025–heden             |
| verschillende kinderen | Olivia de Jong    | 2025–heden             |

### (R)entrees en exits
| Acteur/actrice    | Personage          | (R)entree/exit (op RTL 4) |
| ----------------- | ------------------ | ------------------------- |
| Ruud Feltkamp     | Noud Alberts       | Rentree september         |
| Bennie den Haan   | Remco Alberts      | Rentree september         |
| Edwin Jonker      | Richard van Nooten | Rentree september         |
| Lieke van Lexmond | Charlie Fischer    | Rentree september         |
| Katja Schuurman   | Jessica Harmsen    | Rentree september         |

### Originele cast
| Personage                 | Acteur(s)/actrice(s)         | Speelduur                                |
| ------------------------- | ---------------------------- | ---------------------------------------- |
| Arnie Alberts             | Reinout Oerlemans Paul Groot | 1990–1996 2020 (stem)                    |
| Laura Alberts             | Jette van der Meij           | 1990–heden                               |
| Robert Alberts            | Wilbert Gieske               | 1990–2008 • 2015–2016 • 2019–2020 • 2025 |
| Suzanne Balk              | Ingeborg Wieten              | 1990–2000                                |
| Daniël Daniël             | Wim Zomer                    | 1990–1999                                |
| Linda Dekker              | Babette van Veen             | 1990–1998 • 2005–2006 • 2015–            |
| Simon Dekker              | Rick Engelkes                | 1990–1994 • 1997–1998 • 2002–2003        |
| Jan van Ede               | Dieter Jansen                | 1990–1991                                |
| Petra van Ede             | Djuna Hougee                 | 1990–1991                                |
| Martine Hafkamp           | Inge Ipenburg                | 1990–1994 • 2003–2005 • 2017             |
| Helen Helmink             | Marlous Fluitsma             | 1990–1991                                |
| Rien Hogendoorn           | Joost Buitenweg              | 1990–1992                                |
| Peter Kelder              | Antonie Kamerling            | 1990–1993 • 1995                         |
| Myriam van der Pol        | Isa Hoes                     | 1990–1994                                |
| Wil de Smet               | Carola Gijsbers van Wijk     | 1990–1998                                |
| Nico Stenders             | Hein van Beem                | 1990–1991                                |
| Stephanie Stenders-Kreeft | Antoinette van Belle         | 1990–1994                                |
| Annette van Thijn         | Frédérique Huydts            | 1990–1992                                |

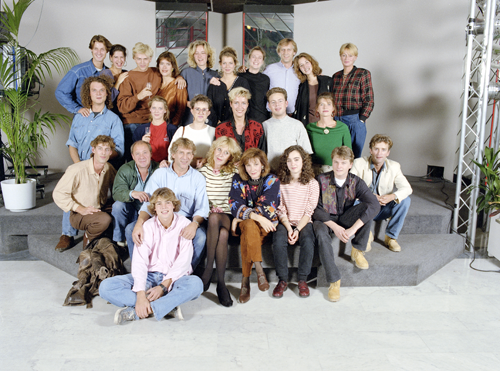
De cast bij het begin van de serie in 1990

Ook stonden Henny van den Berg als Mw. Bleeker (1990–1991 • 1996); Roos Blaauboer als Gerda Kelder (1990 • 1991); Joke Hoolboom als Brigitte Lefevre (1990); Frits Lambrechts als Willem Kelder (1990-1991 • 1993); Joss Flühr als Mw. Barendsen (1990 • 1992 • 1993); Peter Smits als Marc de Waal (1990) en Yorick van Wageningen als Ben Veerman (1990) op de eerste castfoto, maar behoorden niet tot de vaste cast. Sommige van deze personages waren slechts enkele afleveringen te zien.

## Productie

### Uitzendgeschiedenis
Goede tijden, slechte tijden werd in het seizoen 1990-1991 van maandag t/m vrijdag uitgezonden van 18.55/19.00 uur tot 19.30 uur. Op 2 september 1991 werden Rad van Fortuin en Goede tijden, slechte tijden van uitzendtijdstip geruild en was de serie voortaan elke weekdag te zien van 20.00 uur tot 20.30 uur. Een aflevering duurt ongeveer 23 minuten met halverwege een reclameblok van ongeveer vijf minuten, waardoor elke aflevering een half uur in beslag neemt.
De opnames van de serie werden op 16 maart 2020 per direct stilgelegd door de coronapandemie. De makers vonden het niet meer verantwoord om door te gaan. Eerder die maand werden al de nodige voorzorgsmaatregelen getroffen, zo werden er geen zoenscènes opgenomen en mochten de acteurs elkaar niet aanraken. Doordat er nog wel afleveringen op de plank lagen, werden er nog wel nieuwe afleveringen uitgezonden op de televisie. Echter om minder snel door de voorraad aan opgenomen afleveringen heen te gaan werd er besloten om vanaf 23 maart 2020 maar vier afleveringen per week uit te zenden in plaats van vijf afleveringen per week, de vrijdag verviel hierbij. Omdat er geen nieuwe opnames gemaakt konden worden, stopte het dertigste seizoen vroegtijdig op 28 mei 2020. In juli 2020 werd bekend dat GTST definitief niet meer op vrijdag is te zien. De talentenjachten en andere programma's die RTL 4 op vrijdag uitzendt beginnen sindsdien een half uur eerder.

#### Herhalingen
Elke aflevering wordt de volgende weekdag herhaald op RTL 4. Dit tijdstip varieerde tussen 9.00 uur en 11.00 uur, maar staat in 2015 op 11.00 uur. Sinds de afschaffing van de belspellen op de zenders van RTL Nederland wordt het reclameblok van circa vijf minuten tussen de twee delen in, zoals ook bestaat bij de reguliere uitzending, gehandhaafd.
Sinds 2008 wordt de laatste aflevering ook herhaald op RTL 8, eerst in de vooravond en sinds 2015 in de namiddag.
Sinds 2 oktober 2009 wordt Goede tijden, slechte tijden ook uitgezonden op RTL Lounge, met elke werkdag vijf uitzendtijdstippen. De eerste herhaling van die dag is om 7.30 uur. Om 10.00 uur is de tweede herhaling, om 10.30 uur gevolgd door een nieuwe aflevering (tot 2015). Om 19.30 uur wordt de vorige aflevering nog eens herhaald, zodat men om 20.00 uur kan overschakelen naar RTL 4 voor de reguliere uitzending. Deze aflevering wordt om 22.00 uur nog eens herhaald op het digitale kanaal.

#### Zomercliffhanger
In de zomermaanden(juni, juli en augustus) wordt GTST niet uitgezonden. Om de soap na de zomer te kunnen laten doorgaan wordt elk seizoen afgesloten met een "zomercliffhanger", een zeer spannende cliffhanger waarvan na de zomer, zodra het nieuwe seizoen weer begint, de afloop is te zien. Op deze manier hoopt men dat kijkers na de zomer weer gaan kijken. Deze "zomercliffhanger" wordt meestal al in maart opgenomen. Dit gebeurt in het diepste geheim om voortijdig uitlekken te voorkomen.In 2020 was er echter geen "zomercliffhanger" vanwege de coronapandemie die dat jaar uitbrak met als gevolg dat de opnames van de soap voortijdig moesten worden beëindigd. Hierdoor kon er dat jaar ook geen "zomercliffhanger" worden opgenomen. Hiermee was het seizoen 2019/2020 het enige seizoen zonder "zomarcliffhanger".

### Leader

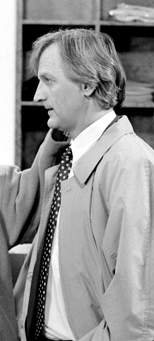
Wilbert Gieske

De leader van Goede tijden, slechte tijden begon als fotoboek met daarin foto's van alle personages met zijn eigen titelsong genaamd Goede tijden, slechte tijden. Een voor een kwamen de foto's naar voren als filmpje – dit waren stukjes uit de afleveringen. Alleen in seizoen 1 was er een foto die juist in het fotoboek komt, namelijk die van Helen Helmink. Zij was toen ook het enige personage dat haar eigen shot kreeg. Vanaf seizoen twee werd deze methode gemoderniseerd, maar het idee bleef hetzelfde. Deze leader is tot 2005 steeds opnieuw aangepast aan de nieuwe spelersgroep en werd het beeld ook enigszins gemoderniseerd. In 2003 werd de titelsong opnieuw ingezongen, waardoor de leader sneller werd en de foto's dus sneller voorbijkwamen. Ook kwam halverwege het logo van Goede tijden, slechte tijden niet meer voorbij en hadden de foto's geen kartelrand meer, maar een rechte rand.
In 2005 ging ook de huisstijl op de schop. Er was in de leader nog steeds sprake van stilstaande foto's die een voor een in een bewegend filmpje veranderden, maar het fotoboek werd vervangen door een soort ruimte met een zon waarin alle momenten van de afgelopen jaar waren opgeslagen en in die ruimte zweefden. Alle huidige personages hebben een eigen shot, waar de acteurs bovendien speciaal voor hebben geposeerd. De achtergrond is opgevuld met vage, niet-bewegende foto's uit voorgaande jaren, waarmee subtiel wordt verwezen naar de oude leader met het fotoboek. Bij de komst van de familie Huygens moest de leader opnieuw worden aangepast, omdat er in de toenmalige leader geen ruimte was voor vier extra foto's. Het idee van de leader bleef hetzelfde, alleen werd de titelsong opnieuw ingezongen en visueel versneld om vier extra plaatsen te creëren.
Vanaf 1 oktober 2010 kwam er – ter gelegenheid het 20-jarig bestaan van de serie – een nieuwe leader met een nieuw beeldmerk. Voor deze leader waren wederom foto's als basis genomen. Hij voert door De Koning, Huize Huygens, Toko en Huize Sanders en gaat vervolgens langs een fotolijstje of gewoon liggende foto's, wat vervolgens uitmondt in een filmpje. Slechts twee personages kregen tijdens de eerste versie een nieuw filmpje, de overige hadden hetzelfde filmpje als voorheen. Al na twee weken kreeg de leader een update, nadat de familie Huygens vervangen was door de familie Bouwhuis. Het leadergedeelte van de Huygens moest plaatsmaken voor de familie Bouwhuis en het gedeelte uit huize Huygens werd geheel veranderd in de stijl van huize Bouwhuis.
In elke leader was overigens een personage het allerlaatste shot. Vaak was dit een belangrijk kernpersonage van de serie. Soms werd het personage ook vervangen door een ander, omdat het personage de serie inmiddels had verlaten of een minder grote rol speelde in de serie. De personages die het allerlaatste shot van de leaders hebben bemachtigd, zijn: Helen Helmink (oktober 1990 - februari 1997), Daniël Daniël (februari 1997 - maart 1999), Suzanne Balk (maart 1999 - oktober 1999), Roos Alberts (oktober 1999 - december 2000), Isabella Kortenaer (december 2000 - september 2005), Sjors Langeveld (september 2005 - juni 2008), Nina Sanders (augustus 2008 - januari 2013, oktober 2014 - juli 2018), Lucas Sanders (januari 2013 - maart 2016) en Laura Selmhorst (augustus 2018 - december 2019). Vanaf de 5000e aflevering deelden Lucas en Nina het allerlaatste shot. Dit was de eerste keer in de GTST-geschiedenis dat zoiets gebeurde. Het was ook voor het eerst dat een personage het allerlaatste shot terugkreeg. Toen Lucas Sanders eind 2015 vertrok, werd de leader eind maart vernieuwd waardoor Nina weer alleen staat in de eindshot. Toen Brûni Heinke in januari 1992 de rol van Helen Helmink van Marlous Fluitsma overnam, werd de leader ook direct aangepast. Brûni nam ook de rol als allerlaatste shot over als het respectief personage. Sinds de vernieuwde leader in december 2019 is er geen laatste shot aanwezig.
Tijdens het seizoen wordt de leader steeds aangepast na vertrek of introductie van personages. Daarnaast krijgen huidige personages na enige tijd een nieuw leadershot, omdat het shot verouderd is of omdat de acteur een metamorfose heeft ondergaan. Tijdens de eerste tien seizoenen waren de shots van iedereen een scène uit de serie zelf en later gingen de acteurs er speciaal voor poseren, met enkele personages met scènes als shot. Tussen 2003 en 2005 gingen de makers weer terug naar af waar bijna iedere leadershot uit de serie zelf kwam, met enkele oudere shot die al lange tijd in de leader stond er geen vervanging kregen. Tijdens de leader wijziging in 2005 kreeg iedereen een geposeerde shot. Sinds 2018 delen de meeste personages een leadershot met elkaar.
Vanaf 30 december 2019 is de leader geheel verwijderd, alleen slechts een titelkaart met daar achter enkele foto's die neervallen van de huidige personages. Het idee hoe de titelkaart eindigt lijkt erg op de vertrouwde leader die tussen 1990 en 2005 te zien was. De aflevering opent met één grote leaderfoto, en eromheen vallen de andere leaderfoto's in kleinere vorm. Elke dag staat een andere leaderfoto centraal als grote foto.
Daarnaast bestaan deze leaderfoto's uit individueel geposeerde bewegende beelden van de acteurs, waarbij ze vervolgens voor een shots van een decor worden geplaatst soms alleen en soms meerdere acteurs in één foto. Zo deelde Amir in de eerste versie z'n shot met Sjors en Lana, en werden in de versie daarna beide dames eruit gehaald. Zodoende hoefde voor Amir geen nieuwe leadershot te worden gemaakt. Maar hetzelfde gold voor het decor, dat bij sommige acteurs alleen de achtergrond werd veranderen en de shot verder niet.
Vanaf seizoen 35 (2024) werd de leader ge-update. Het idee was hetzelfde als de vorige leader, alleen in plaats van één grote leaderfoto die per aflevering centraal stond zijn dat er nu vijf per aflevering en wordt er niet meer geposseerd maar word er gebruikt gemaakt van een scene uit de serie.

#### Huidige leadershots
- Met ingang van 24 februari 2025

| Personage                     | Aantal | Shots |
| ----------------------------- | ------ | ----- |
| Andrea Brancati               | 1      | 2025– |
| Bing Mauricius & Nina Sanders | 9 & 10 | 2025– |
| Bizou Pascal                  | 1      | 2025– |
| Demi Verduyn                  | 3      | 2025– |
| Dolly                         | 3      | 2024– |
| Elisa Rosalia                 | 2      | 2024– |
| Henriëtte Castro              | 1      | 2025– |
| Janine Elschot                | 15     | 2024– |
| Julian Verduyn                | 3      | 2024– |
| Linda Dekker & Luuk Bos       | 15 & 2 | 2024– |
| Laura Selmhorst & Henk Visser | 18 & 5 | 2025– |
| Ludo Sanders                  | 12     | 2024– |
| Manu Mauricius                | 1      | 2024– |
| Marwan El Amrani              | 4      | 2025– |
| Nola Sanders                  | 3      | 2024– |
| Rik de Jong                   | 12     | 2025– |
| Shanti de Jong                | 4      | 2024– |
| Steef Verduyn                 | 3      | 2024– |
| Stefano Sanders               | 7      | 2024– |
| Troj Veerman                  | 2      | 2025– |

Hierbij moet de kanttekening worden gemaakt dat personages die de leaders gebruikt van 1990 - 2005 meemaakten, te zien konden zijn in meerdere shots per leader. De aantallen zijn van de individuele shots. Laura Selmhorst, Linda Dekker, Janine Elschot, Rik de Jong, Ludo Sanders en Julian Verduyn waren ook te zien in één of meerdere familie- of vriendenshots, wanneer er bijvoorbeeld in het vaste concept één shot vrij was. Deze werd dan op deze manier aangevuld. Daarnaast was het personage Nina Sanders in deze periode ook te zien als baby in een familieshot.
Vanaf september 2018 wordt er gebruikgemaakt van een green-screen waardoor het mogelijk is dat wel dezelfde shot wordt gebruikt, maar dat ze de locatie aanpassen. Zo kregen Ludo en Janine in 2019 een nieuwe shot, maar werd in 2020 hun achtergrond aangepast omdat ze inmiddels in een ander huis wonen.

### Marketing
De supermarktketen Lidl was als sponsor in het programma vertegenwoordigd. Er was een supermarktfiliaal van het bedrijf geopend waarin zich scènes afspeelden. Ook ontwierp het personage Nina Sanders een eigen kledinglijn voor We Fashion, de sponsor in de soap, die vervolgens ook in de echte winkels te koop was. Met sponsoring van Andrélon werden twee webseries gemaakt. Een over de zangcarrière van personage Rikki en een over de schoolopdracht van personage Wiet. Milieustichting Urgenda heeft in 2018 met het personage Flo Wagenaar (gespeeld door Roel Dirven) media-aandacht ingekocht: het personage zette zich in de serie in voor duurzaamheid.
Verder heeft het programma zich geleend voor productplacement van merken zoals Heineken, Apple en Sportlife.

## Meerdijk

### Locaties
Het verhaal speelt zich voornamelijk af in en rond de fictieve stad Meerdijk (in eerdere seizoen ook wel Middendam en Berkendaal). Naast het feit dat Meerdijk gelegen is aan het strand heeft het net als een grote stad ook van alles te bieden. Zo is er een vliegveld, station, gevangenis, rechtbank, gemeentehuis en zijn er verschillende universiteiten.
Vrijwel alle buitenopnames vonden in de eerste jaren plaats in of rondom Aalsmeer en omliggende gemeenten als Hoofddorp en Uithoorn. Sinds het najaar van 2008 worden de meeste buitenopnames gemaakt in plaatsen als Velsen-Zuid en Haarlem, waarbij de oude binnensteden het decor vormen van Meerdijk.
De binnenopnames werden twintig jaar lang opgenomen in de studio's van Aalsmeer, waar menig serie en soap van producent Endemol werd opgenomen. In mei 2010 verhuisden de sets naar de MediArenA in Amsterdam-Duivendrecht.
Daar staan de volgende sets opgebouwd:
Woningen
- Loft Mauricius/Sanders (2017–)

De Loft is gelegen in hetzelfde gebouw als Sparks. Nina en Bing wonen hier, met hun kinderen Nola, Manu en Max.
- Het Paleis (2018–)

Marwan, Steef, Demi, Bizou en Troy huren hier een kamer. Ook Tom Verduyn woont hier.
- Appartement Verduyn (2019–)

Julian en hond Dolly wonen hier. De buitenopnames van het appartement Verduyn worden deels gemaakt in Buitenveldert in Amsterdam en bij de Meershoef in Velsen-Zuid.
- Appartement De Jong (2020–)

Rik woont hier. Dit appartement is gevestigd naast "Appartement Verduyn".
- Huize Sanders (2020–)

Ludo, Janine en Stefano wonen hier. De buitenopnames van Huize Sanders worden gemaakt bij de Van Alphenlaan in Aerdenhout. Tegenwoordig vinden de buitenopnames plaats bij Villa Klaverduyn in Wassenaar.
- Appartement Visser (2022–)

Henk woont hier. Tussen 2022-2025 was dit het appartement waar Laura samenwoonde met Henk. De buitenopnames van het appartement van Henk worden gemaakt aan de Zeeburgerkade in Amsterdam.
- Boot "Mathilde" (2022–)

De boot van Luuk waar hij samen met Linda woont. Het decor van Mathilde werd tussen 2010–2012 en 2017 ook gebruikt voor de boten van Jack van Houten en Jan Maes, maar moet een andere boot voorstellen.
Bedrijven
- De Koning (1991–)

Bruincafé van Shanti, dat gepacht wordt door Julian. Steef en Bizou werken hier. De buitenopnames van De Koning worden gemaakt bij Café de Vijfhoek aan de Wolstraat in Haarlem. Van 1991 tot 2008 werd Café Keijzer in Leimuiden gebruikt als buitenaanzicht van De Koning.
- Sparks (2014–)

Horeca-gelegenheid van Bing, met Rik als manager. Daarnaast met een atelier voor zowel Nina als Laura, praktijk van Elisa en een sportschool. Ludo is officieel de eigenaar van het pand. De buitenopnames van Sparks worden gemaakt op het Hembrugterrein aan de Grote Hulzen in Zaandam. Tussen 2014–2024 heette dit bedrijf BOKS.
- Huisartsenpraktijk Bos (2020–)

Huisartsenpraktijk van Anton, met Luuk als huisarts en Linda als doktersassistent. Tussen 2020-2021 heette het Huisartsenpraktijk Bouwhuis & Nazar en tussen 2021-2022 Huisartsenpraktijk Van Loon.
- Trattoria Mercato (2020–)

Trattoria van Stefano, met hemzelf als kok. Tussen 2020-2024 werd dit pand/decor gebruikt voor de Buurtsuper El Amrani.
- Sanders Veilinghuis (2021–)

Kantoor van veilinghuis Sanders. Ludo is de CEO en Stefano financieel directeur. Opgericht in 2019 door Ludo, maar toen was er nog geen decor. In 2021 heette het enkele maanden Palmnoot. De aandeelhouders bestaan uit Ludo 70%; Stefano 10%; Daan 10%; Nina 5% en Amy 5%.
- Hotel De Rozenboom #5 (2022–)

Plaatselijke vijfsterrenhotel. Marwan is floor manager; Marcel werkt al ruim 20 jaar als ober. Tussen 1990–1995, 1995–2013, 2013–2020 en 2020–2022 werd er gebruik gemaakt van een ander decor. De buitenopnames van dit hotel werden in het verleden o.a. gemaakt bij de Hartekamp in Heemstede. Inmiddels doet de Hartekamp in Heemstede dienst als decor voor dit hotel. Van eind 1995 tot en met eind 2006 werd Wester-Amstel als exterieur gebruikt voor het hotel. Het stockshot van Hotel De Rozenboom is sinds 2019 opgenomen bij Boom en Bosch in Breukelen.
- Paardenstoeterij (2022-)

Sinds 2022 worden er regelmatig scenes opgenomen in de paardenstoeterij van Ludo Sanders. De paardenstoeterij heeft alleen buitenopnames die gemaakt worden bij de Droom Hoeve B.V. aan Geerling 14 in Grootebroek.
- Janine! Media (2023–)

Kantoor van mediabureau van Janine.
- Bianco & Rosso (2025–)

Wijnwinkel van Stefano, met Henk als werknemer/bedrijfsleider. Tussen 2008–2025 werd dit pand/decor gebruikt voor Charlie's, Lorena's, Sapsalon en CS.
- Zorgvilla (2025–)

Laura woont hier. De buitenopnames van de zorgvilla waar Laura woont worden gemaakt bij Kasteel Broekhuizen in Leersum.
Daarnaast zijn er algemene plekken binnen en omtrent Meerdijk die door de jaren heen komen, maar nogal vaak veranderen qua decor en of qua uiterlijk.
- Academisch Ziekenhuis Meerdijk (AZM) (1990–)

Ziekenhuis AZM van Meerdijk. De buitenopnames werden gemaakt op verschillende locaties onder andere bij het Spaarneziekenhuis in Haarlem en bij NH Amsterdam Noord aan de Distelkade 21 in Amsterdam. In werkelijkheid is NH Amsterdam Noord een hotel, maar voor de serie wordt het buitenaanzicht gebruikt als ziekenhuis.  Door de jaren heen heeft het decor verschillende aanpassingen gehad en zijn de decors uitgebreid.
- Kantoor politiebureau (2011–)

Alex werkt hier. Voorheen waren ook Jack van Houten, Aysen Baydar, Menno Kuiper, Daan Stern en Merel Verduyn hier werkzaam. De buitenopnames worden gemaakt op Kerkplein 5 in Velsen-Zuid. In werkelijkheid is het geen politiebureau maar een woonhuis dat voor de serie wordt gebruikt als decor als politiebureau. De verhoorkamer(s) komen al sinds 1990 in beeld.

### Geboortes
| Jaar | Kind                                               | Ouders                                    |
| ---- | -------------------------------------------------- | ----------------------------------------- |
| 1991 | Lotje Alberts                                      | Robert Alberts en Laura Alberts           |
| 1992 | Fritsje van Houten = Jack Van Houten (2005 - 2017) | Frits van Houten en Trix Gerritse         |
| 1993 | Guusje Balk                                        | Peter Kelder en Suzanne Balk              |
| 1995 | Wendela Hafkamp = Sjors Langeveld (2003 - 2020)    | Frits van Houten en Martine Hafkamp       |
| 1996 | Wiet van Houten                                    | Frits van Houten en Hannie van der Kroeft |
| 1996 | Jeffrey Alberts                                    | Ludo Sanders en Dian Alberts              |
| 1997 | Nina Sanders                                       | Ludo Sanders en Janine Sanders            |
| 1999 | Jarma Carillo                                      | Matthijs Hoogenboom en Mathilde Carillo   |
| 2000 | Jonas Alberts                                      | Jef Alberts en Barbara Fischer            |
| 2000 | Lucas Sanders                                      | Stefano Sanders en Janine Elschot         |
| 2002 | Kimberly Sanders                                   | Marcus Sanders en Cyrille de Boer         |
| 2002 | Rikki de Jong                                      | Rik de Jong en Anita de Jong              |
| 2003 | Sil Selmhorst                                      | Robert Alberts en Laura Selmhorst         |
| 2003 | Amy Kortenaer                                      | Ludo Sanders en Isabella Kortenaer        |
| 2006 | Valentijn Sanders                                  | Nick Sanders en Charlie Sanders           |
| 2010 | Lana Langeveld                                     | Danny de Jong en Sjors Langeveld          |
| 2011 | Bram Bouwhuis                                      | Sjoerd Bouwhuis en Rikki de Jong          |
| 2013 | Nola Sanders                                       | Mike Brandt en Nina Sanders               |
| 2013 | Manu Mauricius                                     | Bing Mauricius en Monica de Klein         |
| 2016 | Teddy Kramer                                       | Thijs Kramer en Rikki de Jong             |
| 2018 | Max Mauricius                                      | Bing Mauricius en Nina Sanders            |
| 2019 | Louise Stern                                       | Daan Stern en Marie-Lou                   |
| 2019 | Wolf Sanders                                       | Lucas Sanders en Tiffy Koster             |
| 2021 | Tom Verduyn                                        | Marwan El Amrani en Demi Verduyn          |
| 2022 | Jasmijn de Jong                                    | Rik de Jong en Shanti de Jong             |
| 2025 | Olivia de Jong                                     | Shanti de Jong en ?                       |

## Kijkcijfers
Ondanks de concurrentie van latere soaps als ONM en Goudkust, bleef GTST de best bekeken soap van Nederland. In zijn geschiedenis kreeg de soap niettemin tot nu toe verschillende keren te maken met dalende kijkcijfers. In 1999 werd het Veronica-programma Big Brother aanvankelijk op hetzelfde tijdstip uitgezonden, waardoor veel kijkers niet meer op GTST inschakelden. Veronica was zelf ook onderdeel van RTL Nederland, en het programma werd verschoven naar een ander tijdstip. De verschuiving betekende de doodsteek voor Goudkust, dat in die periode nog geen 200.000 kijkers wist te boeien.
De tweede kijkcijferdip vond in 2008 plaats. De oorspronkelijke familie Alberts was inmiddels ver uitgedund en er moest een frisse wind door de soap gaan waaien. Diverse acteurs die deel uitmaakten van de familie Alberts namen ontslag of werden ontslagen. Zij maakten ruimte vrij voor de familie Huygens, waarmee een nieuw tijdperk werd ingeluid. Toch werd deze familie er na twee jaar alweer uitgeschreven omdat ze met uit huis gaande kinderen alweer te oud waren.
De best bekeken uitzending ooit was die van 28 maart 2003, met 2.710.000 kijkers. Dit was de 2500ste aflevering. In deze aflevering werd het personage Simon Dekker neergeschoten.
Op 20 januari 2012 beleefde Goede tijden, slechte tijden zijn best bekeken aflevering in 6 jaar: er keken toen 2.252.000 mensen naar de soap. In deze aflevering overleed het personage Edwin Bouwhuis. Op 5 oktober 2012 waren de kijkcijfers nog hoger: toen keken er 2.307.000 mensen. In deze aflevering hield Rik de Jong het huwelijk van zijn geliefde Nuran Baydar met Bilal Demir tegen.
Van 2008 tot 2017 haalde het programma dagelijks nog steeds meer dan 1 miljoen kijkers. Vanaf de zomer van 2018 kampt het programma wederom met dalende kijkcijfers dit kwam mede doordat veel vaste personages de serie verlieten en de acteurs die hen vervangen niet altijd in de smaak vielen, daarnaast vonden de kijkers dat de verhaallijnen te ver van de werkelijkheid af begonnen te staan of te puberaal werden. Sinds 2019 waren de kijkcijfers vaker onder de miljoen grens dan erboven en schommelde het tussen de 700.000 tot 1.000.000 kijkers, ondanks de dalende kijkcijfers was het programma vaak nog wel in de top 5 van best bekeken programma's van die dag terug te vinden. De cliffhanger van het 29e seizoen sloot in juli 2019 af met 775.000 kijkers, dit was op dat moment het laagste aantal kijkers dat het programma met een zomer cliffhanger trok. Het 30e seizoen startte met een historisch laag aantal kijkers, terwijl alle seizoenen voorheen opende met ruim 1 miljoen kijkers wist de eerste aflevering van het 30e seizoen maar 665.000 kijkers te trekken. Nadat de familie Verduyn eind 2019 werd geintroduceerd en het normale leven meer centraal ging staan in de soap, gingen de kijkcijfers de jaren die volgde weer in een stijgende lijn omhoog. Vanaf najaar 2023 stond het programma bijna weer standaard met iedere uitzending in de top tien van best bekeken programma's en behaalde het regelmatig weer kijkcijfers tegen het miljoen aan.
| Seizoen | Uitzenduren                 | Aantal afleveringen | Première         | Première             | Finale       | Finale             | Tv-seizoen | Kijkcijfers seizoen (gemiddelde) |
| Seizoen | Uitzenduren                 | Aantal afleveringen | Datum            | Kijkcijfers première | Datum        | Kijkcijfers finale | Tv-seizoen | Kijkcijfers seizoen (gemiddelde) |
| ------- | --------------------------- | ------------------- | ---------------- | -------------------- | ------------ | ------------------ | ---------- | -------------------------------- |
| 11      | Maandag t/m vrijdag 20.00   | 195                 | 4 september 2000 | 1.834.000            | 1 juni 2001  | 1.711.000          | 2000-2001  | 1.846.000                        |
| 12      | Maandag t/m vrijdag 20.00   | 220                 | 27 augustus 2001 | 1.762.000            | 28 juni 2002 | 1.951.000          | 2001-2002  | 1.898.000                        |
| 13      | Maandag t/m vrijdag 20.00   | 215                 | 2 september 2002 | 1.592.000            | 27 juni 2003 | 1.883.000          | 2002-2003  | 1.855.000                        |
| 14      | Maandag t/m vrijdag 20.00   | 215                 | 1 september 2003 | 1.732.000            | 25 juni 2004 | 2.018.000          | 2003-2004  | 1.861.000                        |
| 15      | Maandag t/m vrijdag 20.00   | 215                 | 30 augustus 2004 | 1.912.000            | 24 juni 2005 | 1.582.000          | 2004-2005  | 1.694.000                        |
| 16      | Maandag t/m vrijdag 20.00   | 215                 | 29 augustus 2005 | 1.629.000            | 23 juni 2006 | 2.108.000          | 2005-2006  | 1.633.000                        |
| 17      | Maandag t/m vrijdag 20.00   | 220                 | 28 augustus 2006 | 2.005.000            | 29 juni 2007 | 1.286.000          | 2006-2007  | 1.348.000                        |
| 18      | Maandag t/m vrijdag 20.00   | 215                 | 27 augustus 2007 | 1.172.000            | 20 juni 2008 | 1.126.000          | 2007-2008  | 1.098.000                        |
| 19      | Maandag t/m vrijdag 20.00   | 225                 | 25 augustus 2008 | 1.128.000            | 3 juli 2009  | 1.051.000          | 2008-2009  | 1.177.000                        |
| 20      | Maandag t/m vrijdag 20.00   | 215                 | 7 september 2009 | 1.279.000            | 2 juli 2010  | 1.018.000          | 2009-2010  | 1.209.000                        |
| 21      | Maandag t/m vrijdag 20.00   | 220                 | 6 september 2010 | 1.391.000            | 8 juli 2011  | 1.502.000          | 2010-2011  | 1.383.000                        |
| 22      | Maandag t/m vrijdag 20.00   | 220                 | 5 september 2011 | 1.411.000            | 6 juli 2012  | 1.345.000          | 2011-2012  | 1.584.000                        |
| 23      | Maandag t/m vrijdag 20.00   | 220                 | 3 september 2012 | 1.804.000            | 5 juli 2013  | 1.822.000          | 2012-2013  | 1.714.000                        |
| 24      | Maandag t/m vrijdag 20.00   | 220                 | 2 september 2013 | 2.251.000            | 4 juli 2014  | 1.823.000          | 2013-2014  | 1.681.000                        |
| 25      | Maandag t/m vrijdag 20.00   | 220                 | 1 september 2014 | 1.883.000            | 3 juli 2015  | 1.250.000          | 2014-2015  | 1.643.000                        |
| 26      | Maandag t/m vrijdag 20.00   | 220                 | 31 augustus 2015 | 1.728.000            | 1 juli 2016  | 1.550.000          | 2015-2016  | 1.597.000                        |
| 27      | Maandag t/m vrijdag 20.00   | 220                 | 5 september 2016 | 1.397.000            | 7 juli 2017  | 1.032.000          | 2016-2017  | 1.266.000                        |
| 28      | Maandag t/m vrijdag 20.00   | 220                 | 4 september 2017 | 1.347.000            | 6 juli 2018  | 780.000            | 2017-2018  | n.n.b.                           |
| 29      | Maandag t/m vrijdag 20.00   | 220                 | 3 september 2018 | 1.109.000            | 5 juli 2019  | 775.000            | 2018-2019  | n.n.b.                           |
| 30      | Maandag t/m vrijdag 20.00   | 190                 | 26 augustus 2019 | 665.000              | 28 mei 2020  | 663.000            | 2019-2020  | n.n.b.                           |
| 31      | Maandag t/m donderdag 20.00 | 180                 | 31 augustus 2020 | 704.000              | 8 juli 2021  | 755.000            | 2020-2021  | n.n.b.                           |
| 32      | Maandag t/m donderdag 20.00 | 180                 | 30 augustus 2021 | 806.000              | 7 juli 2022  | 912.000            | 2021-2022  | n.n.b.                           |
| 33      | Maandag t/m donderdag 20.00 | 160                 | 29 augustus 2022 | 881.000              | 1 juni 2023  | 782.000            | 2022-2023  | n.n.b.                           |
| 34      | Maandag t/m donderdag 20.00 | 160                 | 28 augustus 2023 | 1.030.000            | 30 mei 2024  | 896.000            | 2023-2024  | n.n.b.                           |
| 35      | Maandag t/m donderdag 20.00 | 180                 | 27 augustus 2024 | 989.000              | 3 juli 2025  | 819.000            | 2024-2025  | n.n.b.                           |

## Prestaties
Goede tijden, slechte tijden was de eerste soap op het Europese vasteland. Engeland kende het fenomeen soap al wel sinds de jaren zestig, met de succesvolle series Coronation Street en EastEnders.
GTST werd in de jaren 1991, 1992, 1993, 1994 en 1995 genomineerd voor een Gouden Televizier-Ring. In 1995 gingen de makers daadwerkelijk met de prijs naar huis. Verder won het programma De Hoofdprijs in 2005 en 2006 en de Hitkrant Award voor beste televisieserie in 2008.
De serie won tweemaal in de categorie 'beste secondscreenconcept' bij De TV-Beelden, in 2014 voor de Spring Levend-app en in 2015 voor de GTST 5000-app.
Op 12 oktober 2023 won actrice Bertrie Wierenga tijdens de 58e editie van het Gouden Televizier-Ring Gala de prijs voor Televizier-Ring Acteur. Ze won de prijs mede dankzij haar rol als Shanti Vening in de serie; voornamelijk door de verhaallijn over het personage haar stilgeboren baby.

## Andere producties

### GTST: De reünie (1998)
Goede tijden, slechte tijden: De reünie is een Nederlandse televisiefilm uit 1998. In de film wordt er kerstfeest gevierd in het huis van de familie Alberts. Hierbij zijn ook enkele oude bekenden aanwezig. Wanneer Laura de volgende morgen wakker wordt, denkt ze eerst dat de dag ervoor echt kerstfeest is gevierd. Totdat ze een beeldje van Arnie vindt dat Linda de vorige avond tijdens het kerstfeest heeft gebroken. Het beeldje is nog heel. Ze beseft dan dat ze alles heeft gedroomd.

### Ik wil in GTST (2007)
In 2007 werd Ik wil in GTST, een multimediale talentenjacht, georganiseerd, met als hoofdprijs een rol van drie weken in Goede tijden, slechte tijden. Duizenden mensen stuurden filmpjes in met hun beste acteerprestaties en zij werden beoordeeld door fans en een professionele jury. Na enkele audities voor een vakjury, werd op 30 november uiteindelijk bekendgemaakt dat Kee Huidekoper de wedstrijd gewonnen had. Op 21 februari 2008 maakte zij in de serie haar debuut als Vera van Es, een rol die Huidekoper dertien weken zou spelen. Zij werd echter daarna losgelaten omdat de producenten haar acteren niet goed genoeg vonden.

### GTST Live (2011-2015)
Van 2011 tot en met 2015 werd het evenement GTST Live georganiseerd. Elk jaar startte na de zomerstop het nieuwe seizoen van de soap met GTST Live, een evenement waarbij liefhebbers van de soap de acteurs konden ontmoeten, terug konden blikken op de zomercliffhanger en als een van de eersten de allereerste aflevering van het nieuwe seizoen konden bekijken.
| Editie | Dagen             | Plaats                     | Jaar | Presentatie         |
| ------ | ----------------- | -------------------------- | ---- | ------------------- |
| 1      | 26 en 27 augustus | theater Vredenburg Utrecht | 2011 | Froukje de Both     |
| 2      | 24 en 25 augustus | theater Vredenburg Utrecht | 2012 | Peter van der Vorst |
| 3      | 23 en 24 augustus | GTST Studio's Amsterdam    | 2013 | Peter van der Vorst |
| 4      | 29 en 30 augustus | GTST Studio's Amsterdam    | 2014 | Carlo Boszhard      |
| 5      | 28 en 29 augustus | GTST Studio's Amsterdam    | 2015 | Carlo Boszhard      |

### Echt weer Edit (2012)
Echt weer Edit is een online soap in samenwerking van GTST met Edet-toiletpapier. Vanaf begin 2012 duurde deze soap twaalf weken. Elke vrijdag stond er een nieuwe aflevering op internet. De soap ging over Edit van der Bos. Ze is van haar man gescheiden omdat hij vreemdging met de buurvrouw. Ook heeft Edit nog een zoontje van 4. Na de scheiding kreeg zij een baan als toiletjuffrouw in Dansatoria. Ze is ook dol op badeendjes en vindt de bewaker van Dansatoria een enge man.

### GTST Quiz (2014)
Tijdens de zomerstop in 2014 was het programma GTST Quiz op RTL 4 te zien ter vervanging van Goede tijden, slechte tijden. In het programma wordt de kennis van de deelnemers over Goede tijden, slechte tijden getest aan de hand van verschillende spellen en vragenrondes. Elke week waren er vijf afleveringen te zien, van maandag tot en met donderdag stonden telkens twee stellen fans tegenover elkaar. Op vrijdag staan de beste kenners, de winnaars uit de vorige afleveringen, tegenover elkaar en krijgen ze hulp van (oud-)acteurs van Goede tijden, slechte tijden.
Het programma werd gepresenteerd door Carlo Boszhard en Ruud Feltkamp die beter bekend is van zijn rol van Noud Alberts. De studio waar de quiz plaatsvond bestond uit twee decorstukken van Goede tijden, slechte tijden, de kroeg De Koning en discotheek Dansatoria. Het programma bevatte 30 afleveringen en was op televisie te zien van 7 juli 2014 tot 15 augustus 2014.

### GTST Meerdijk-app (2015–2018)
In november 2015 werd de GTST Meerdijk-app gelanceerd, als vervolg op de website die tijdens de zomerstop van 2015 probeerde de aandacht op de soap vast te houden. In de app speelt een losse verhaallijn met enkele scènes die niet op televisie worden uitgezonden. Ook worden nieuwe en terugkerende personages erin aangekondigd.
- De eerste verhaallijn liep van november 2015 tot januari 2016. Jef Alberts haalde een oud fotoboek uit de opslag en ging langs Meerdijkers om herinneringen op te halen. Hierbij kwamen ook Barbara Fischer en Remco Terhorst eenmalig in beeld. Het vertrek van Jef uit Meerdijk betekende het einde voor deze verhaallijn.
- De tweede verhaallijn loopt sinds januari 2016 met als hoofdpersonage Alex de Boer. Hij ziet dat iemand Wiet van Houten in de gaten houdt en probeert uit te vinden wie. Hierbij komt hij op 25 januari tot de volgende verdachten: Jack van Houten, Nina Sanders, Zeger Philip van Zuylen-de Larrey, Lorena Gonzalez, Hein Lisseberg, Mystery X en Job Zonneveld.
- Op 16 februari werd bekend dat Pip Pellens GTST gaat verlaten. Spelers van de app mochten stemmen welk van de 3 overgebleven verdachten haar meeneemt; Jack van Houten, Mystery X (blijkt Pim Wessels, de reallife partner van Pip Pellens) en Zeger Philip van Zuylen de Larrey. Uiteindelijk nam Jack haar mee om op zoek te gaan naar Martine Hafkamp.
- Per 30 maart 2016 werd er een nieuwe verhaallijn geïntroduceerd, die volledig draaide om de ontsnapping van Hein Lisseberg.
- Per 9 mei 2016 werd er een nieuwe verhaallijn geïntroduceerd in de app, die volledig draaide om The Book of Love, dat Sacha heeft gemaakt voor het huwelijk van Bing en Nina.
- Per 6 juni 2016 werd er een nieuwe verhaallijn geïntroduceerd in de app, die volledig draaide om Lucas Sanders en de rest van de cast van de GTST-spin-off Nieuwe Tijden. In deze verhaallijn wordt vooral duidelijk waarom Lucas zich onderduikt. Na 4 weken eindigde deze verhaallijn weer.
- Per 4 juli 2016 werd er een nieuwe verhaallijn geïntroduceerd in de app, 'undercover'. In deze verhaallijn was te zien hoe Wiet undercover gaat naar de vermiste Martine Hafkamp. Ook kregen de app-spelers opdrachten en scènes uit Nieuwe Tijden.
- Per 12 september 2016 werd er een nieuwe verhaallijn geïntroduceerd in de app, 'Web van Geheimen'. Deze verhaallijn draaide om de geheimen die de inwoners van Meerdijk dragen en liep tot en met 21 november.
- Per 1 december 2016 bevatte de app een adventskalender waarmee er tot en met 24 december elke dag een cadeautje klaarlag voor de gebruiker.
- Per 7 juli 2017 bevatte de app na enkele maanden afwezigheid weer een nieuwe opdracht, ditmaal het verhaal rondom de cliffhanger. Op de eerste dag dat de app weer gespeeld kon worden werd duidelijk dat iemand de hevige brand in Boks niet zou overleven. De appspelers konden elke week een personage vrijspelen dat de brand wel overleefde, en ontdekten zo uiteindelijk wie de brand niet overleefde.
- In september kon er in de app het spel 'Wie is de Meerdijker?' gespeeld worden. Spelers kunnen elkaar uitdagen om een spelletje Wie ben ik? in Meerdijk-stijl te spelen. Hoe meer tegenstanders de speler verslaat, hoe hoger de speler in rank komt en hoe meer beloningen dit oplevert, zoals previews en andere exclusieve content. Het spel raakte meteen in opspraak omdat mensen expres vals gingen spelen.
- Per 6 november 2017 werd de verhaallijn 'WerQ aan de winkel' geïntroduceerd in de app. Over nieuwkomer Q. Deze liep tot 4 februari 2018.
- Tijdens de zomerstop van 2018 was er geen nieuwe verhaallijn in de app.

### Nieuwe Tijden (2016–2018)
Tijdens de zomerstop in 2016 kwam Goede tijden, slechte tijden met een nieuwe soap genaamd Nieuwe Tijden die de gehele zomerstop werd uitgezonden. Na de zomerstop zette de serie zich voort op Videoland en later ook op RTL 5. De serie draait om een groep studenten die in een studentenhuis wonen in Utrecht en speelt zich af in dezelfde filmwereld als Goede tijden, slechte tijden. Speciaal om deze serie te beginnen werden eerst de rollen van Amy Kortenaer en Sil Selmhorst terug in Goede tijden, slechte tijden gebracht, gespeeld door de nieuwe acteurs Holly Mae Brood en Soy Kroon. De laatst genoemde twee maakte na een half jaar de overstap van Goede tijden, slechte tijden naar de eerste aflevering van de soap Nieuwe Tijden en zijn sindsdien daar te zien in de hoofdrol. Kort na het aflopen van seizoen 3 werd in september 2018 bekendgemaakt dat de soap Nieuwe Tijden na 225 afleveringen stopt.
Tevens waren verschillende andere GTST-acteurs te zien in deze serie. Ferry Doedens vertolkte 55 afleveringen de rol van Lucas Sanders en andere acteurs zoals Ruud Feltkamp, Jette van der Meij en Caroline de Bruijn waren enkele afleveringen in een gastrol te zien.

### GTST Classics (2018)
Tijdens de zomerstop in 2018 was het programma GTST Classics op RTL 4 te zien ter vervanging van Goede tijden, slechte tijden. In het programma wordt elke werkdag een zo geheten 'GTST Classic' uitgezonden, dit zijn memorabele afleveringen die de hoogtepunten en dieptepunten van de soap weergeven. Elke aflevering wordt door een tweetal (oud-)acteurs van Goede tijden, slechte tijden, die in deze bewuste aflevering te zien zijn, ingeleid.

### Instagram Stories (2019)
Op 29 april begon het programma met iets nieuws, een exclusief verhaallijn binnen Instagram Stories die uiteindelijk aansluit op een nieuw verhaallijn die later in de serie verwerkt wordt. Het eerste exclusieve verhaallijn heette Valentijns Vlucht en stond in het teken van de terugkeer van het personage Valentijn Sanders, ditmaal vertolkt door Vincent Visser.
Tijdens de zomerstop in 2019 werd het tweede exclusieve verhaal aangekondigd onder de naam Hartsvriendinnen. Dit verhaal zorgt voor de introductie van het nieuwe personage Puck Odolphy, gespeeld door Annefleur van den Berg.
Op 2 oktober 2019 startte het derde verhaal Jojo's Geheim. Dit verhaal ging over het personage JoJo Abrams, gespeeld door Stephanie van Eer, die de diagnose diabetes gekregen heeft.

### Compilatie-afleveringen (2019)
In de derde week van augustus 2019 wilde RTL 4 compilatie-afleveringen van het vorige seizoen uitzenden om de kijkers warm te maken voor het nieuwe seizoen. Dit bleek geen succes te zijn. De afleveringen werden slecht bekeken en na twee afleveringen werd het project stopgezet. De kijkers wilden kennelijk niet langer meer wachten op de afloop van de zomercliff en wilden snel nieuwe afleveringen zien. De laatste drie compilaties werden vervangen door herhalingen van de laatste drie afleveringen en het nieuwe seizoen werd een week eerder gestart. Dit had als gevolg dat de uitzendschema's niet meer klopten met de eerder geplande afleveringen, waardoor feestdagen als Sinterklaas en Kerstmis een week te vroeg werden gevierd. Dit werd later opgelost door de feestdagen twee keer te vieren.

### Goede tijden, zomer tijden (2020)
Tijdens de zomerstop in 2020 wordt het programma Goede tijden, zomer tijden uitgezonden op Videoland en de online kanalen van RTL Boulevard. In het programma ontvangt presentatrice Froukje de Both twee gasten, onder wie een huidige acteur of actrice en een acteur of actrice die vroeger in de soap heeft gespeeld. In de afleveringen bespreken ze de soap, zoals wat er gebeurd is, en geven ze hints over wat er gaat komen. Ook bespreken ze over hoe de acteurs werken voor de soap beleven of beleefd hebben en over hun bijzondere momenten tijdens hun tijd in Goede tijden, slechte tijden.

### Seizoenssamenvattingen (2020)
In oktober 2020 vierde de soapserie haar dertigste verjaardag. Vanaf 8 juni 2020, kwam er tien weken lang, drie keer per week, een seizoenssamenvatting online van de afgelopen dertig seizoenen.

### GTST de podcast (2021-2022)
Tijdens de zomerstop van 2021 en 2022 kwam Goede tijden, slechte tijden met een eigen podcast, genaamd GTST de podcast. De podcast ging van start op vrijdag 9 juli 2021 en was de volledige zomervakantie wekelijks te beluisteren. In de podcast komen diverse GTST-acteurs aan het woord. Ook wordt er onder andere gesproken over hoe het er achter de schermen aan toegaat. In de zomer van 2022 keerde de podcast terug.

### Dokter Roman (2021)
In augustus 2021 kwam GTST wederom met een spin-offserie, Dokter Roman. Ditmaal was het een exclusieve miniserie op Videoland die bestond uit acht korte afleveringen. In de serie werd het nieuwe personage Roman van Loon geïntroduceerd, vertolkt door Kiefer Zwart.
Nadat het personage Roman twee dagen in GTST te zien was voor de zomerstop, maakte de kijker nu echt kennis met Roman. In die serie blijkt Roman een relatie te hebben met Evi Stuurman, vertolkt door Zoé van Weert. Wanneer Evi de relatie uitmaakt, begint Roman haar te stalken. Dit loopt uiteindelijk zo uit de hand dat hij de ex van Evi doodslaat. Hierna vertrekt het personage Roman naar Meerdijk.
De serie was vanaf 19 augustus 2021 te zien.

### Oude Tijden (2022/2023)
In november 2022 en in de zomerstop van 2023 kwam GTST met Oude Tijden, een wekelijks programma, waarin oud-acteurs terugblikken op iconische scènes uit de serie.

### Boeken
- 1991 – Goede tijden, slechte tijden: De tijd van onbezorgdheid is voorbij, Jojanneke Claassen
- 1991 – Goede tijden, slechte tijden: Vandaag begint de lange weg naar morgen, Jojanneke Claassen
- 1991 – Goede tijden, slechte tijden: De dromen komen als een vlinder vrij, Jojanneke Claassen
- 1991 – Goede tijden, slechte tijden: Niet langer in geborgenheid verborgen, Jojanneke Claassen
- 2002 – Goede tijden, slechte tijden: het officiële jubileumboek / 12,5 jaar, Endemol Nederland
- 2010 – Goede Tijden Slechte Tijden, Susan Stam
- 2014 – Goede tijden, slechte tijden: het officiële jubileumboek / 25 jaar, Endemol Nederland

### GTST Magazine
- 2017 – GTST Magazine 2017 - Vierdelige editie, hoofdredacteur: Everon Jackson Hooi
- 2018 – GTST Magazine 2018 - Eenmalige dikke editie, hoofdredactrice: Dilan Yurdakul
- 2019 – GTST Magazine 2019 - Eenmalige dikke editie + boekvariant, hoofdredacteuren: Alkan Çöklü en Melissa Drost
- 2020 – GTST Magazine jubileumnummer - Eenmalige dikke editie, hoofdredactrice: Stephanie van Eer

In de zomer van 2017 verscheen voor het eerst het GTST Magazine. Het magazine bestond uit vier verschillende uitgaves die tussen de maanden juli en augustus in de winkels verschenen. In het magazine waren exclusieve verhalen te lezen die centraal stonden in de zomercliffhanger. Tevens waren er interviews met verschillende (oud-)acteurs en werd er teruggeblikt op de looptijd van de soapseries in Nederland. De hoofdredacteur van GTST Magazine was Everon Jackson Hooi die Bing Mauricius speelt in de soap.
In de zomer van 2018 keerde het GTST Magazine terug. Deze variant was in tegenstelling tot de voorgaande editie een eenmalige dikke uitgave. Voor deze editie was Dilan Yurdakul, bekend van haar rol als Aysen Baydar in de soap, actief als hoofdredactrice.
In de zomer van 2019 keerde het GTST Magazine wederom terug. Deze variant was weer een eenmalige dikke uitgave maar was ook in een uitgebreidere variant te bestellen met een harde kaft die meer als boek diende. Voor deze editie was voor het eerst een duo als hoofdredacteuren aangewezen. De hoofdredacteuren waren Alkan Çöklü en Melissa Drost in de soap beter bekend als Amir Nazar en Sjors Langeveld.
Op 1 oktober 2020 bestond GTST 30 jaar, de reden voor een speciaal GTST Magazine jubileumnummer. Stephanie van Eer (JoJo Abrams) stond als gasthoofdredacteur aan het hoofd van een team om dit jubileum magazine te maken.

### Luisterboek
- 2018 – Kwaad Bloed, Janine Elschot

In het najaar van 2018 kwam het luisterboek Kwaad Bloed uit. Dit luisterboek kwam tot stand door een sponsoring van Storytel. Het bedrijf had de serie betaald om een paar keer genoemd te worden in de serie. Daarnaast werd in een verhaallijn door het personage Janine Elschot aan een luisterboek gewerkt. Toen zij dit luisterboek in de serie uitbracht, konden de kijkers van de serie ook daadwerkelijk het luisterboek tegen betaling aanschaffen en beluisteren via de Storytel-app. Ook vonden sommige gebeurtenissen uit het luisterboek plaats in de serie.

#### VerhaallijnKwaad Bloedin de serie
- Enkele verhaallijnen en gebeurtenissen verschillen en wijken af met het luisterboek en de serie.

Na de presentatie van het luisterboek Kwaad Bloed, dat geschreven is door Janine Elschot, gebeuren er mysterieuze dingen in Meerdijk. Zo krijgen Janine, Ludo, Rik, Bing en Aysen een rode enveloppe met gouden letters met daarin een uitnodiging. Terwijl de groep bijeenkomen in de Koning worden ze door een onbekende gefotografeerd. In de dagen die volgen worden er honden vergiftigd in het park, vindt Aysen glasscherven in haar bed, wordt Ludo beschuldigd van kunstzwendel en krijgen Nina en Bing een angstaanjagende pop met zwarte ogen. Later duikt de in het geheim gemaakte foto op in het rapport van Bram en wordt baby Max ontvoerd. Janine verdenkt Marieke van veel van deze situaties, totdat Janine en Ludo bijna opzettelijk aangereden worden en Marieke hen opzij duwt en hierbij om het leven komt. Uiteindelijk blijkt crimineel Jos Uylenburg het boek na te spelen in opdracht van psychopaat Hein Lisseberg. Mede dankzij Aysen beland Jos achter de tralies. En Hein wordt door Mark neergeschoten om zijn vrouw te wreken.

## Discografie

### Titelsong
Sinds het begin van de serie tot eind 2019 werd het nummer Goede tijden, slechte tijden gebruikt als de titelsong.
Het originele nummer werd in opdracht van Joop van den Ende geschreven door Bert van der Veer en de muziek werd verzorgd door componist Hans van Eijck. Het nummer bestaat uit drie coupletten en een refrein en is ingezongen door Lisa Boray en Louis de Vries.
Voor de titelsong werd het nummer ingekort tot ongeveer één minuut, hierin zijn enkel het eerste couplet en het refrein te horen. Door de jaren heen zijn er nieuwe arrangementen voor het nummer gemaakt en is het enkele keren opnieuw ingezongen, onder meer door Ingrid Simons en Erica Yong. In 2014 werd er besloten het nummer in te laten zingen door zangeres April Darby, echter besloot RTL na kritiek om na twee weken de voorgaande leader weer te gebruiken. In het daaropvolgende seizoen werd de leader ingezongen door Jaap Reesema en Jill Helena.
Vanaf de zomer van 2018 werd de titelsong ingekort tot twintig seconden en was deze ingezongen door Lisa Lois. De song werd ingekort om bingewatchende kijkers via Videoland tegemoet te komen.
Sinds 30 december 2019 komt de titelsong niet meer voor in de leader van de soap, er wordt enkel op een beat "Goede tijden, slechte tijden" uitgesproken.

#### Een overzicht van vertolkers van de titelsong
- 1990-1995: Lisa Boray en Louis de Vries
- 1995-2005: Ingrid Simons en Martijn Schimmer
- 2005-2008: Erica Yong
- 2008-2010: Sarina Kuipers
- 2010-2014: Lysa Schenkers
- 2014: April Darby
- 2014-2018: Jaap Reesema en Jill Helena
- 2018-2019: Lisa Lois

### Muziek gemaakt door GTST
Naast de titelsong is Goede tijden, slechte tijden meerdere keren in aanmerking gekomen met muziek. Ter viering van de 1000e aflevering in 1995 bracht het team achter GTST een cd uit die vol gezongen was door vaste personages. Het album werd snel opgepikt door de media, dit kwam mede door het nummer Ademnood, dat direct hoog in de hitlijsten belandde. Het nummer stond zeven weken op de 1e plek in de Nederlandse Top 40 en werd gezongen door de actrices Babette van Veen (Linda Dekker), Guusje Nederhorst (Roos Alberts) en Katja Schuurman (Jessica Harmsen), die hierna meerdere singles uitbrachten als de groep Linda, Roos & Jessica. De groep bracht onder andere de singles Alles of niets en Lange nacht uit. Tijdens de viering van de 2000e aflevering in 2001 werd de nieuwe groep Good Times door GTST gevormd bestaande uit acteurs Aukje van Ginneken (Charlie Fischer) Johnny de Mol (Sylvester Koetsier), Chanella Hodge (Terra Bloem) en Winston Post (Benjamin Borges). Zij behaalde met het nummer Ongelofelijk de hitlijsten.
Vervolgens tijdens de zomercliffhanger van seizoen 21 in 2011 werd een nieuwe groep in de soap gevormd bestaande uit Robin Martens (Rikki de Jong), Ferry Doedens (Lucas Sanders), Guido Spek (Sjoerd Bouwhuis) en Raynor Arkenbout (Edwin Bouwhuis). Ze brachten in de uitzending het nummer Jij ten gehore voor een huwelijk dat plaatsvond in de serie. Het nummer belandde binnen een dag op de 1e plek in de Nederlandse downloadlijsten en belandde vervolgens in de Nederlandse Single Top 100. Hierna bracht het personage Rikki de Jong nog een aantal singles uit; hiervan wist alleen Waar ben jij? de hitlijsten te behalen.

### Hitnoteringen
Hieronder een lijst met hitnoteringen van albums en nummers die gemaakt zijn door groepen en personages die door het team van Goede tijden, slechte tijden zijn gevormd en bedacht.

#### Albums
| Album met eventuele hitnotering(en) in de Nederlandse Album Top 100 | Datum van verschijnen | Datum van binnenkomst | Hoogste positie | Aantal weken | Opmerkingen                     |
| ------------------------------------------------------------------- | --------------------- | --------------------- | --------------- | ------------ | ------------------------------- |
| Goede tijden, slechte tijden - het album                            | 1995                  | 28-10-1995            | 11              | 32           | De acteurs van seizoen 6 / Goud |
| Linda, Roos & Jessica                                               | 1996                  | 14-12-1996            | 19              | 38           | Linda, Roos & Jessica / Goud    |

#### Singles
| Single met eventuele hitnotering(en) in de Nederlandse Top 40 | Datum van verschijnen | Datum van binnenkomst | Hoogste positie | Aantal weken | Opmerkingen                                                           |
| ------------------------------------------------------------- | --------------------- | --------------------- | --------------- | ------------ | --------------------------------------------------------------------- |
| Goede tijden, slechte tijden titelsong                        | 1991                  | 23-02-1991            | 9               | 8            | Titelsong / Lisa Boray en Louis de Vries / Nr. 8 in de Single Top 100 |
| Ademnood                                                      | 1995                  | 25-11-1995            | 1(7wk)          | 17           | Linda, Roos & Jessica / Nr. 1 in de Single Top 100 / Platina          |
| Alles of niets                                                | 1996                  | 23-03-1996            | 5               | 12           | Linda, Roos & Jessica / Nr. 3 in de Single Top 100 / Alarmschijf      |
| Lange nacht                                                   | 1996                  | 07-12-1996            | 14              | 10           | Linda, Roos & Jessica / Nr. 20 in de Single Top 100                   |
| Goeie dingen                                                  | 1997                  | 01-03-1997            | 27              | 4            | Linda, Roos & Jessica / Nr. 27 in de Single Top 100                   |
| Druppels                                                      | 1997                  | 14-06-1997            | 28              | 4            | Linda, Roos & Jessica / Nr. 49 in de Single Top 100                   |
| 1999X                                                         | 1998                  | 23-05-1998            | 33              | 3            | Linda, Roos & Jessica / Nr. 41 in de Single Top 100                   |
| Ongelofelijk                                                  | 2001                  | 03-02-2001            | 35              | 2            | Good Times / Nr. 26 in de Single Top 100                              |
| Jij                                                           | 2011                  | 23-07-2011            | tip21           | 4            | Rikki, Lucas, Edwin en Sjoerd / Nr. 19 in de Single Top 100           |
| Waar ben jij?                                                 | 2015                  | -                     | -               | -            | Rikki de Jong / Nr. 61 in de Single Top 100                           |

## Vergelijkbare programma's
In 1992 begon het Duitse RTL Television met de soapserie Gute Zeiten, schlechte Zeiten. Ook deze serie was in eerste instantie gebaseerd op The Restless Years, maar ook op het op dat moment al twee jaar bestaande Goede tijden, slechte tijden. Het script van GZSZ leek gedurende de eerste jaren dan ook sterk op dat van GTST.
In België wordt sinds 1991 de vergelijkbare soap Familie uitgezonden. Deze soap die door Studio-A weordt geproduceerd, speelt zich voornamelijk af in en rond Mechelen en draait om de familie Van den Bossche die daar een bedrijf exploiteert. De soap wordt uitgezonden op VTM. De soap kent net als GTST een "Zomercliffhanger", aangezien deze soep eveneens niet uitgezonden wordt in de zomermaanden. Ook hiervan wordt de afloop uitgezonden in  de eerste aflevering na de zomer.

## Medewerkers

### Uitvoerend producenten
| Naam                | Periode                |
| ------------------- | ---------------------- |
| Olga Madsen         | 1990-1992              |
| Willy Breebaart     | 1992-1994              |
| Johan Nijenhuis     | 1994-1997              |
| Ward Latiers        | 1997-1998              |
| Marcel van Rongen   | 1998-1999              |
| Aart van Asperen    | 1999-2000              |
| Idse Grotenhuis     | 1999-2002 • 2020-heden |
| Annemieke van Vliet | 2001-2002 • 2009-2010  |
| Frank Schoutens     | 2002                   |
| Gert-Jan Booy       | 2003                   |
| Dag Neijzen         | 2003-2006              |
| Vivian Pieters      | 2006-2008              |
| Gerd Jan van Dalen  | 2006-2008              |
| Kennard Bos         | 2008-2012              |
| Esther Thedinga     | 2008-2009              |
| Simone van Gigch    | 2010-2017              |
| Helen de Gans       | 2012 • 2017 (inval)    |
| Rohan Gottschalk    | 2012-2020              |
| Aysu Baydar         | 2017-heden             |
| Harm van der Sanden | 2020-2023              |

### Verhaal
| Naam                 | Periode                |
| -------------------- | ---------------------- |
| Olga Madsen          | 1990-1994              |
| Rogier Proper        | 1990-1998              |
| Cobi Peelen          | 1990-1998              |
| Karin van der Meer   | 1996-2000              |
| Marjan Ippel         | 1998-2000              |
| Susan Stam           | 2000-2001 • 2020-heden |
| Idse Grotenhuis      | 2000-2001 • 2020-heden |
| Ingrid van Berkum    | 2000-2003 • 2012-      |
| Bart Koene           | 2000-2001              |
| Kennard Bos          | 2001-2008              |
| Martin van Steijn    | 2001-2004 • 2008-      |
| Rohan Gottschalk     | 2003-2012              |
| Anne Huizinga        | 2003-2004              |
| Jantien van der Meer | 2004-2012              |
| Simone Wiegel        | 2011-2022              |
| Lysette Rindertsma   | 2012-2021              |

### Huidige samenstelling
- Schrijvers: Susan Stam, Arie de Rooij, Esther Wouda, Hella Jorritsma, Linda Kasander, Pia Blanco, Sabine van den Eynden, Suzanne Hazenberg-Paijmans, Wim Peters, Anne Louise van Naerssen, Maarten van den Broek, Niels Croiset, Pauline van Mantgem, Simone Duwel.
- Productie: Patricia Bruinhard, Dave Hendriks, Rannathiëlle Bitorina, Julia Ruigrok, Tess van Hulst, Marieke van Dalfsen.
- Regie: Michiel Geijskes, Jop Joris, Jasper Kelderman, Caston Cohen Rodrigues en Harm van der Sanden.
- Casting director: Groen Casting

## Speciale afleveringen
- Aflevering 4520 van 29 juni 2012 stond geheel in het teken van de musical Wicked, waarin Ferry Doedens (Lucas Sanders) een rol vertolkte.
- Tijdens aflevering 6160 op vrijdag 3 januari 2020 werd aandacht besteed aan vrouwen met borstkanker, hierbij werd voor het eerst in de soap fictie gecombineerd met waargebeurde verhalen.[58]
- In aflevering 7030 brachten Katja Schuurman en Babette van Veen als hun personages Jessica Harmsen en Linda Dekker met het nummer The Rose een eerbetoon aan hun overleden collega Guusje Nederhorst die de rol van Roos Alberts vertolkte en met hen Linda, Roos & Jessica vormde.  Dit deden ze tijdens een karaoke-avond in de fictieve kroeg "De Koning". De aflevering verscheen op 29 januari 2025, op de overlijdensdatum van Nederhorst, op Videoland.[59] Een week later, op 5 februari 2025 was de aflevering te zien op RTL 4.